# Madère
Pour les articles homonymes, voir Madère (homonymie) et Madeira (homonymie).
Cet article traite de l'archipel et région portugaise de Madère. Pour l'île principale, voir Île de Madère.
Madère (en portugais : Madeira) est un archipel volcanique portugais situé dans l'océan Atlantique à 800 km de l'extrême sud-ouest du continent européen, le Cap de Sagres (pt), 973 km de la capitale du Portugal, Lisbonne, et à 640 km au nord-nord-ouest du cap Juby dans la province de Tarfaya au Maroc. Il est composé de l'île éponyme, de Porto Santo et de plusieurs autres petites îles.
Il constitue une région autonome sous le nom de région autonome de Madère (en portugais : Região Autónoma da Madeira) dont Funchal est la capitale.

## Géographie

Carte topographique de l'archipel de Madère sans les îles Selvagens.

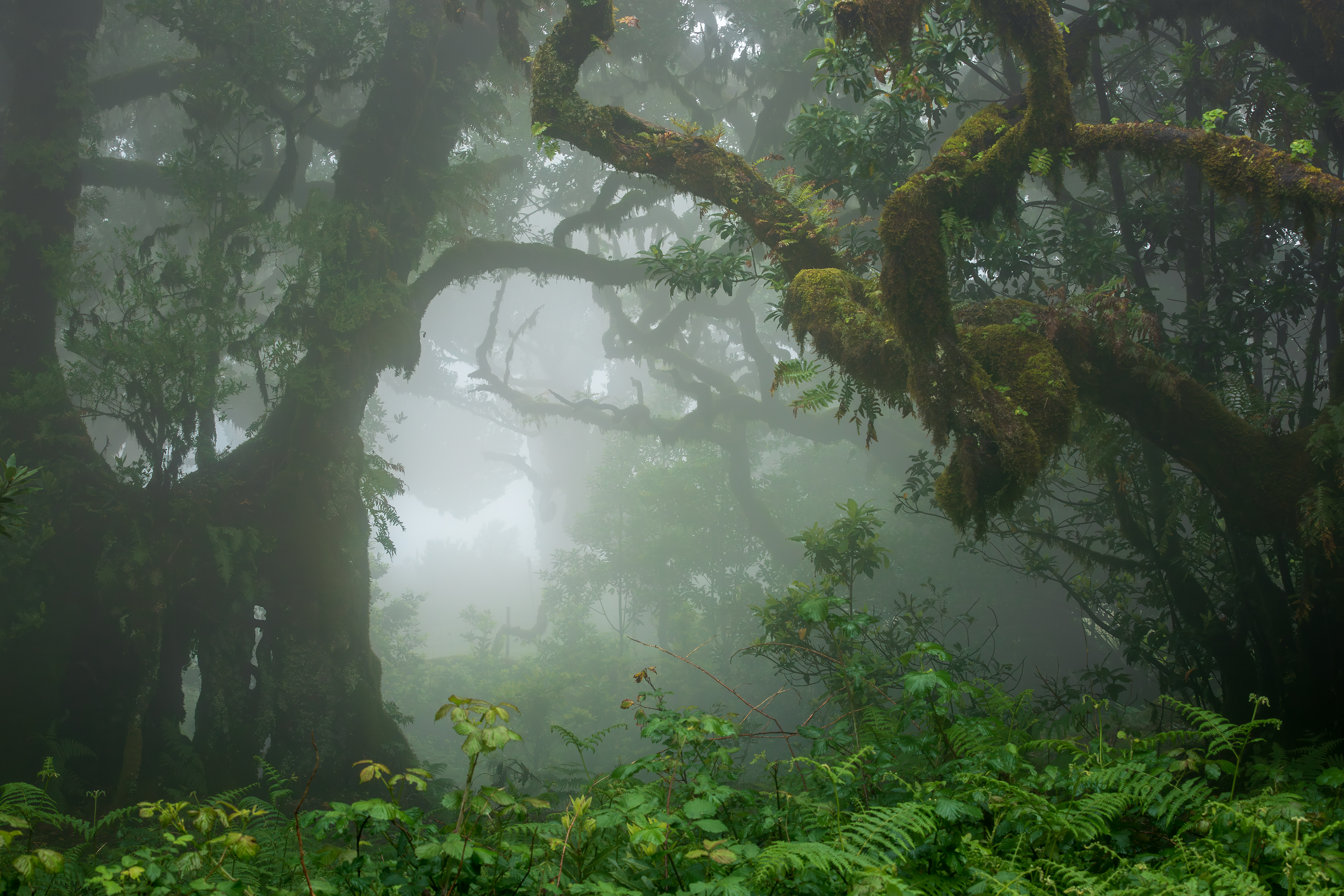
Forêt de Fanal, aire protégée.

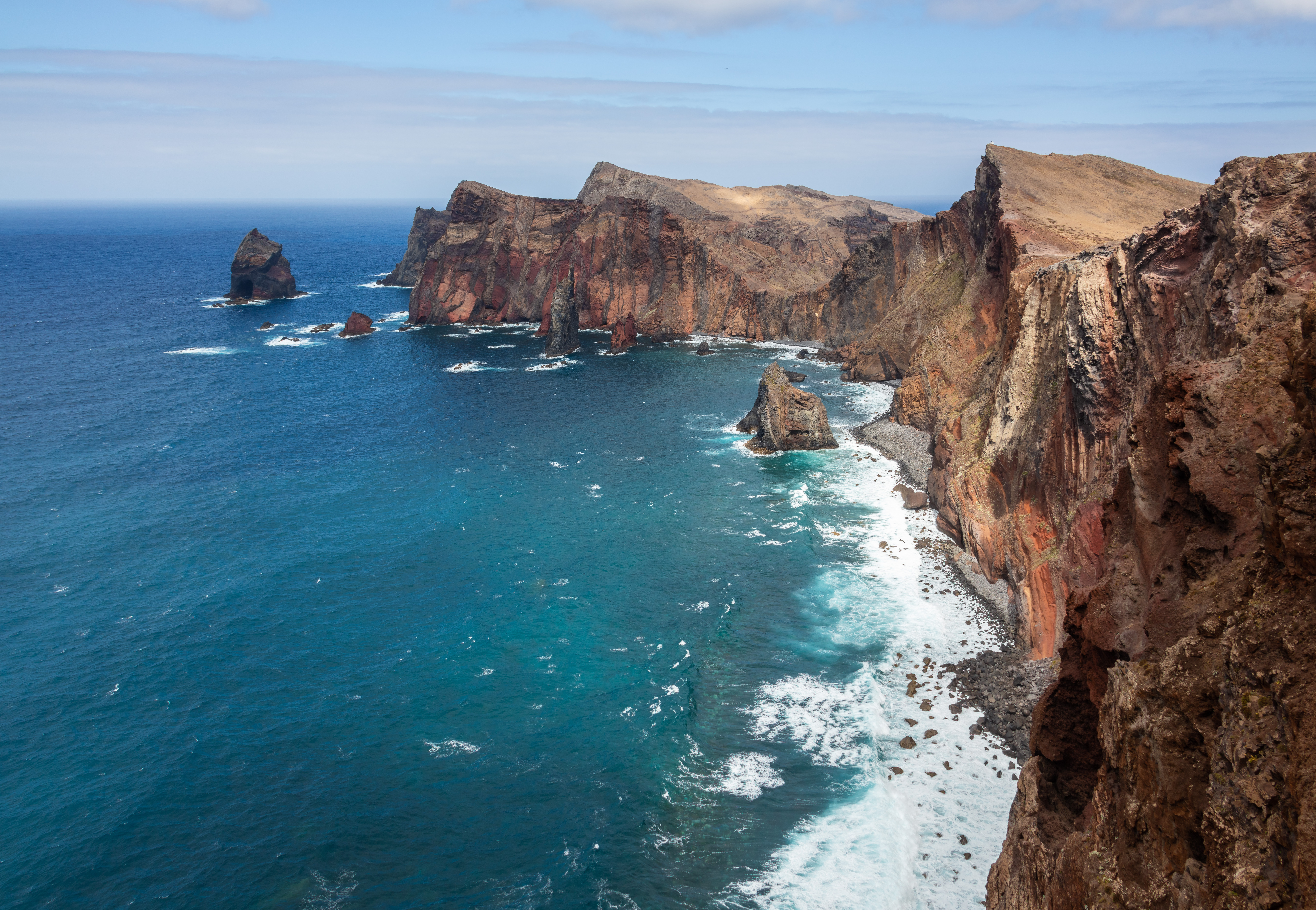
Ponta de São Lourenço.

Les îles sont d'origine volcanique et situées sur la plaque africaine.
La dernière éruption remonte à 6 000 ou 7 000 ans.
L’île principale, d'une superficie de 750 km2 est très verdoyante, lui conférant des paysages remarquables qui en font une destination de renommée pour la randonnée pédestre. Elle est une destination touristique prisée depuis quelques décennies.
L'altitude de l'île, ainsi que la complexité de son relief permettent d'identifier de nombreux microclimats, permettant l'existence de plusieurs types d'habitats.
Baigné par l'océan Atlantique, l'archipel de Madère, qui fait partie de la Macaronésie, comprend :
- l'île de Madère (750 km2), constitue 90 % des terres de l'archipel. Elle est d'origine volcanique et présente un profil érodé ;
- l'île de Porto Santo et les îlots (îlot de Cima, îlot de Ferro, îlot de Cal…) qui en dépendent (43 km2) ainsi que deux groupes d'ilots déserts qui sont des réserves naturelles ;
- les trois îles Desertas (14 km2), à savoir :
  - Deserta Grande
  - île de Bugio,
  - îlot Chão.
- Les îles Selvagens (4 km2) sont inhabitées[3]Elles sont situées à environ 300 km au sud de Madère et à 160 km au nord de l'île de Tenerife, aux îles Canaries, et font également partie de la région autonome de Madère :
  - Selvagem Grande ;
  - Selvagem Pequena ;
  - l'îlot de Fora.

Funchal, la capitale de la région autonome, est distante de 450 km des îles Canaries, de 647 km du continent africain, de 891 km de Vila do Porto, à Santa Maria, l'île la plus proche des Açores, et de 973 km de Lisbonne.

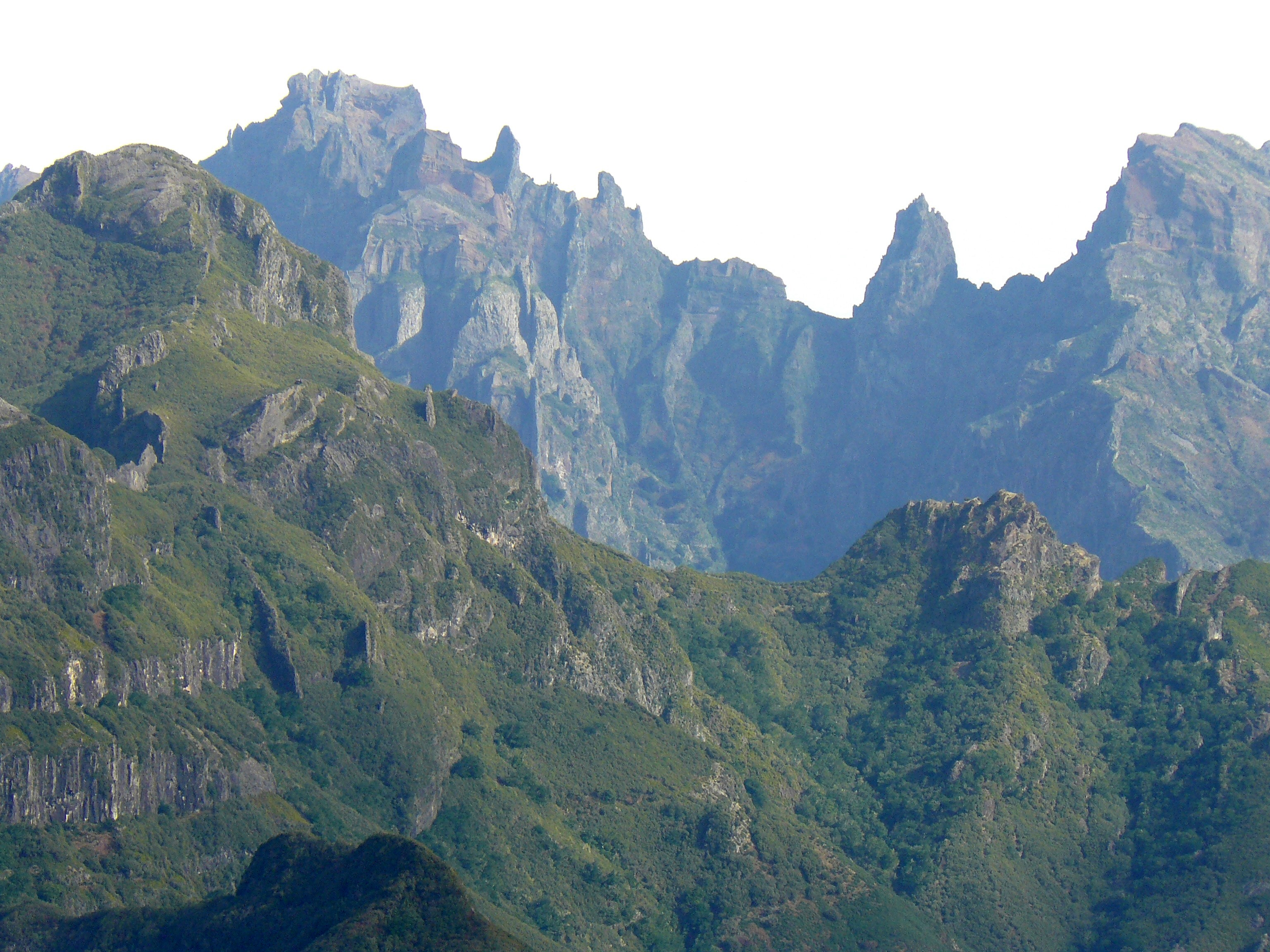
Bica da Cana.

Panorama du côté sud-est de l'île de Porto Santo.

### Histoiregéologique
L'île de Porto Santo est la première île à se former, il y a environ 19 millions d'années au Miocène, pour émerger 11 millions d'années plus tard (il y a 8 millions d'années). La plus récente est l'île de Madère, ayant émergé lors de la transition du Miocène au Pliocène, il y a environ 5 millions d'années, présentant un relief moins érodé que les autres îles.
Depuis son émergence jusqu'à aujourd'hui, on peut noter cinq phases liées au volcanisme de leur formation, particulièrement visibles dans diverses parties de l'île de Madère :
- Formation de base, caractérisée par de grandes éruptions et expulsions de matière, qui a duré 3 millions d'années.
- Formation périphérique, où il y a une réduction significative des conditions ci-dessus avec la formation de quelques dykes et plateaux, qui se sont terminés il y à 740 000 ans.
- Formations des Hautes Terres, marquées par l'expulsion continue de matières pyroclastiques et la formation des falaises des côtes nord et sud, s'étendant entre 400 et 900 m. Cette étape qui s'est achevée il y a environ 620 000 ans.
- Formation des basaltes Paul de Serra due à une fissure sur le site de Bica da Cana il y a 550 000 ans.
- Des éruptions qui cessent il y a 6 500 ans et définissent les reliefs actuels. Ce sont les derniers fluides magmatiques.

Le volcanisme constant, ajouté à l'érosion et aux mouvements tectoniques, ont façonné les différentes îles de l'archipel dans ce qu'elles sont aujourd'hui, leur donnant une direction qui coïncide avec le mouvement de la plaque africaine.

### Climat

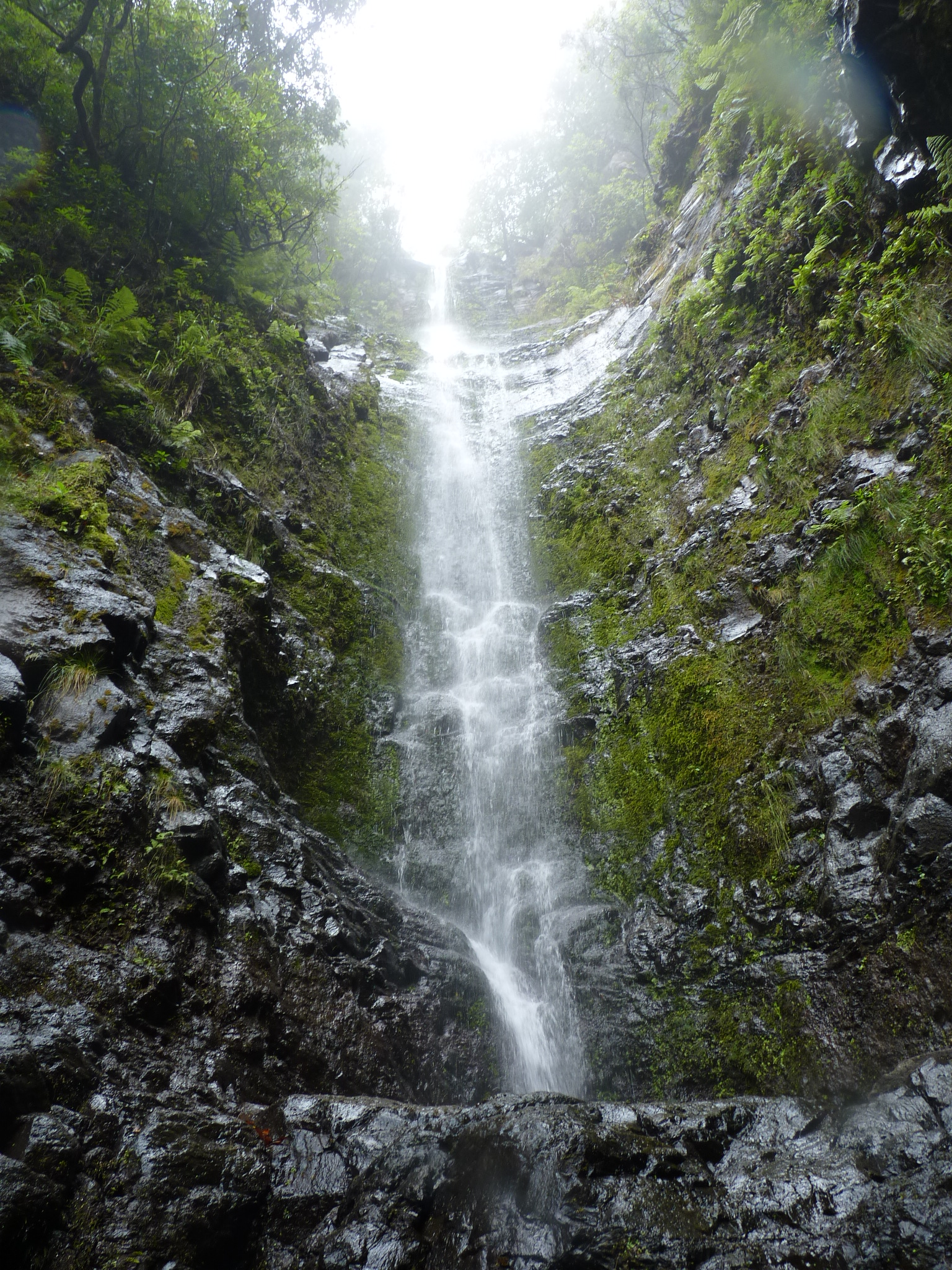
Chute d'eau, à Folhadal.

L'archipel de Madère est situé en zone subtropicale : le climat de l'île est de type méditerranéen tempéré par l'océan, très doux toute l'année, avec une amplitude thermique annuelle faible (19 °C l'hiver, 26 °C l'été à Funchal l'après-midi) car les températures sont toujours tempérées par l'océan Atlantique, dont la température varie entre 17 °C l'hiver et 22 °C l'été. De grandes différences climatiques sont constatées dans l'archipel et le temps peut changer rapidement.
Les jours de forte chaleur sont rares même en été, grâce à la brise océane, et la température descend rarement au-dessous de 10 °C l'hiver. Le vent souffle d'ouest à nord-ouest en hiver (circulation tempérée) et de nord-est en été (alizés). D'où un contraste saisissant entre une partie nord souvent brumeuse et très arrosée et une partie sud plus sèche et plus ensoleillée, surtout en été.
Les précipitations varient de 700 mm au sud-est de l'île principale à plus de 2 000 mm sur la côte nord. Le brouillard recouvre très souvent les sommets par l'effet de foehn, engendrant une température plus fraîche que sur la côte. Les précipitations tombent essentiellement d'octobre à mars (régime océanique) et la sécheresse sévit de mai à septembre (anticyclone des Açores), bien que des averses puissent aussi survenir en été.
Pour profiter des précipitations régulières du nord et de l'ensoleillement du sud de l'île principale, les Madériens ont construit un vaste réseau de canaux sinuant le long des courbes de niveau (levadas), réseau qui parcourt toute l'île principale.
Moins montagneuses, les autres petites îles retiennent moins les précipitations. Ainsi, l'île de Porto Santo ne recueille que 362 mm de pluies par an, ce qui rend son climat pratiquement semi-aride. Il y a par contre peu de différences quant à l'ensoleillement, avec 2 241 heures de soleil par an à Porto Santo contre 2 165 à Funchal.
| Mois                                | jan.  | fév.  | mars  | avril | mai   | juin | jui.  | août  | sep. | oct.  | nov. | déc.  | année |
| ----------------------------------- | ----- | ----- | ----- | ----- | ----- | ---- | ----- | ----- | ---- | ----- | ---- | ----- | ----- |
| Température minimale moyenne (°C)   | 13,1  | 12,8  | 13    | 13,4  | 14,6  | 16,5 | 18    | 18,9  | 18,9 | 17,6  | 15,6 | 13,9  | 15,5  |
| Température maximale moyenne (°C)   | 19,1  | 19,1  | 19,5  | 19,6  | 20,9  | 22,3 | 24,3  | 25,6  | 25,7 | 24,2  | 22   | 20    | 21,9  |
| Ensoleillement (h)                  | 167,4 | 171,1 | 204,6 | 225   | 213,9 | 198  | 244,9 | 260,4 | 225  | 204,6 | 168  | 164,3 | 2 447 |
| Précipitations (mm)                 | 103   | 87    | 64    | 39    | 19    | 12   | 3     | 3     | 37   | 75    | 101  | 100   | 643   |
| Nombre de jours avec précipitations | 12    | 11    | 6     | 8     | 5     | 3    | 1     | 2     | 6    | 9     | 11   | 13    |       |

## Ecosystème/Biotope

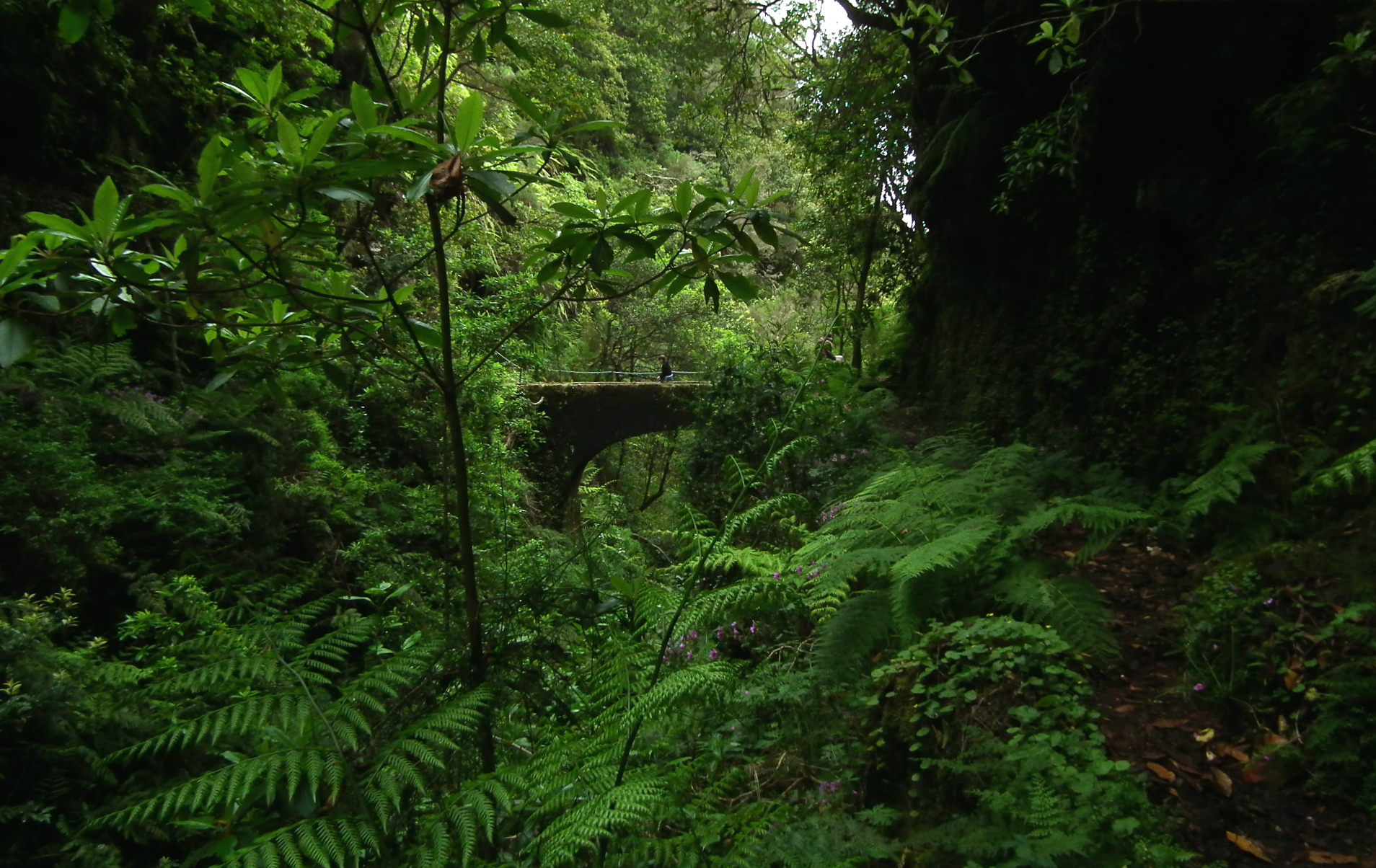
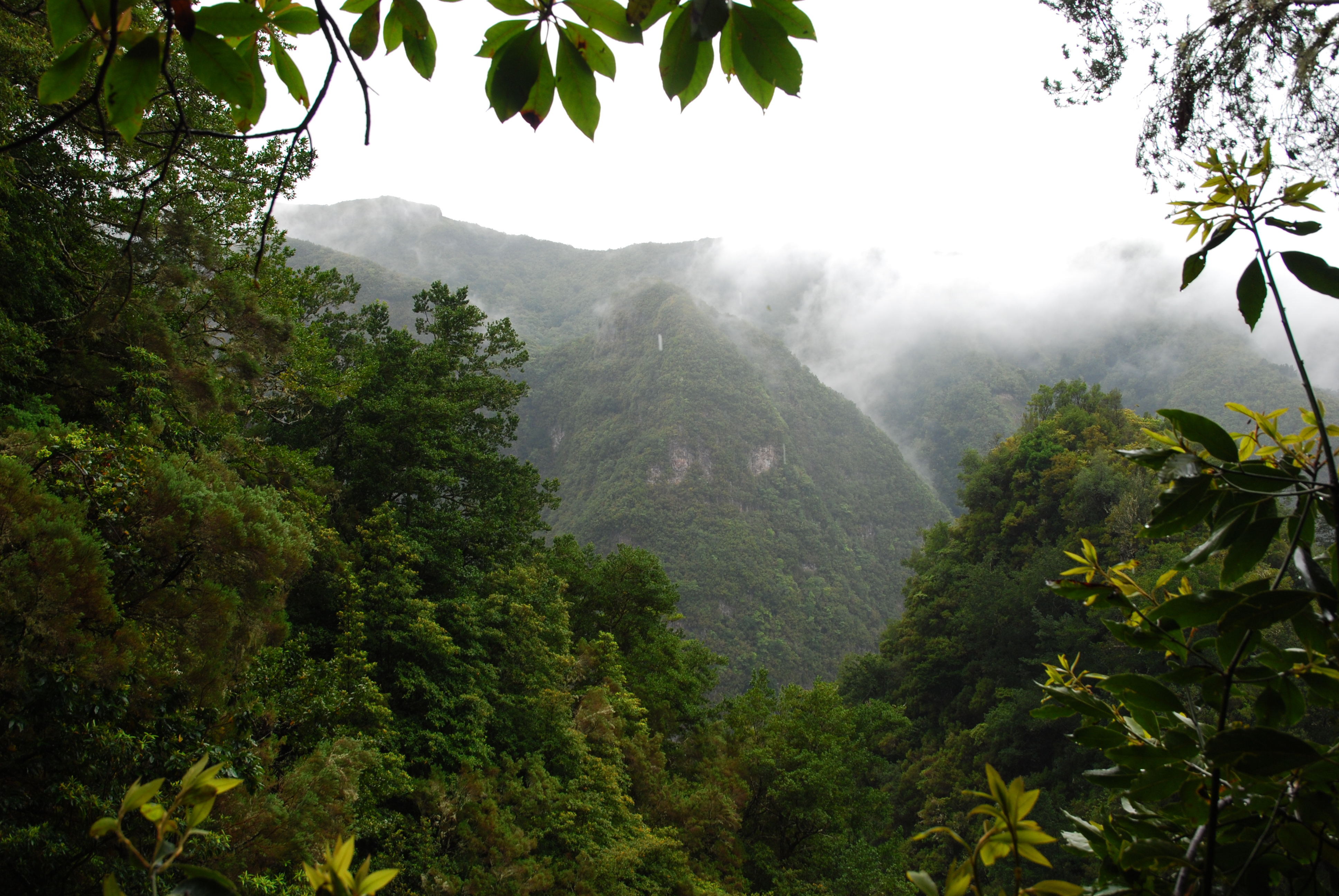
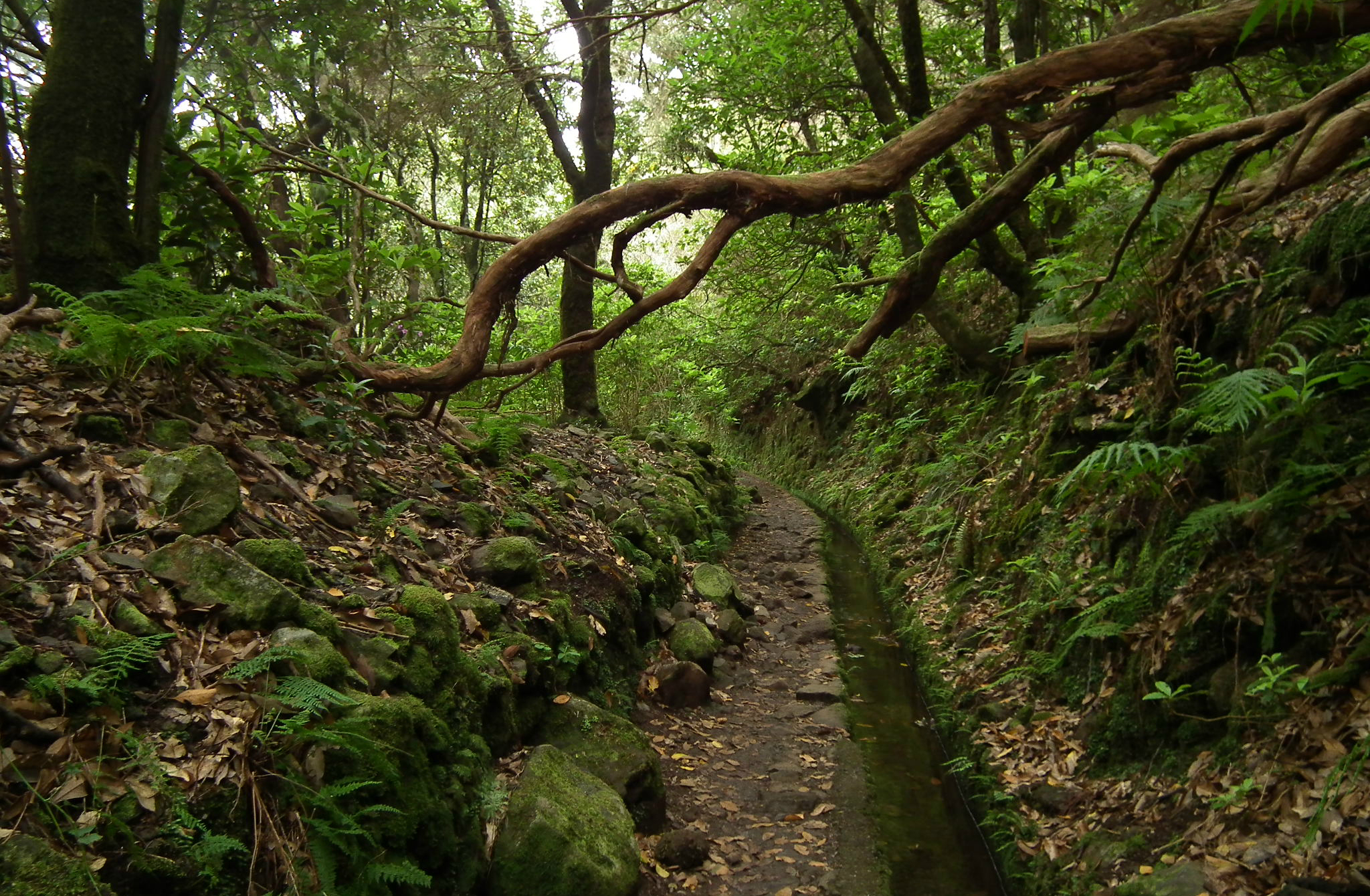
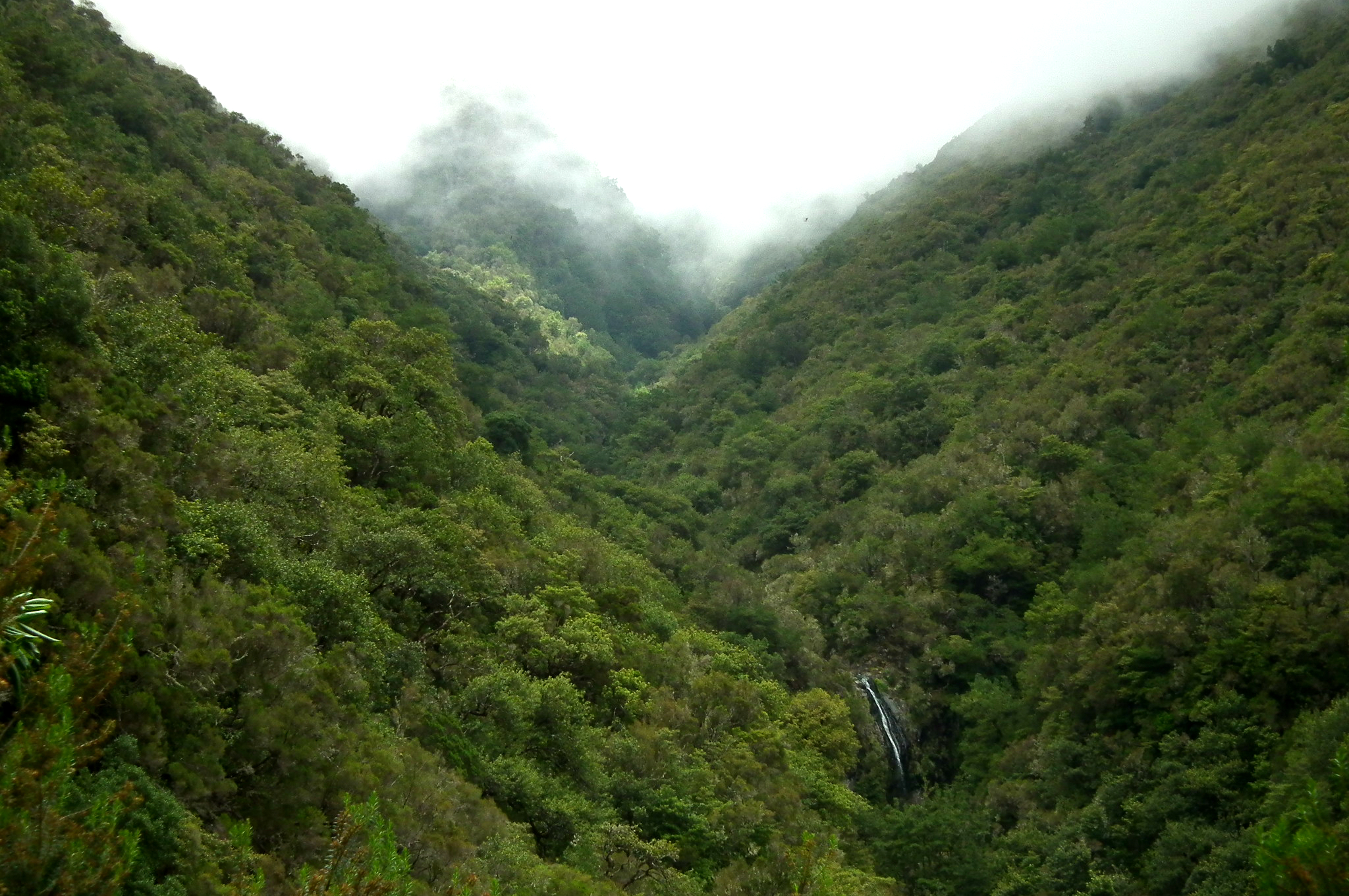
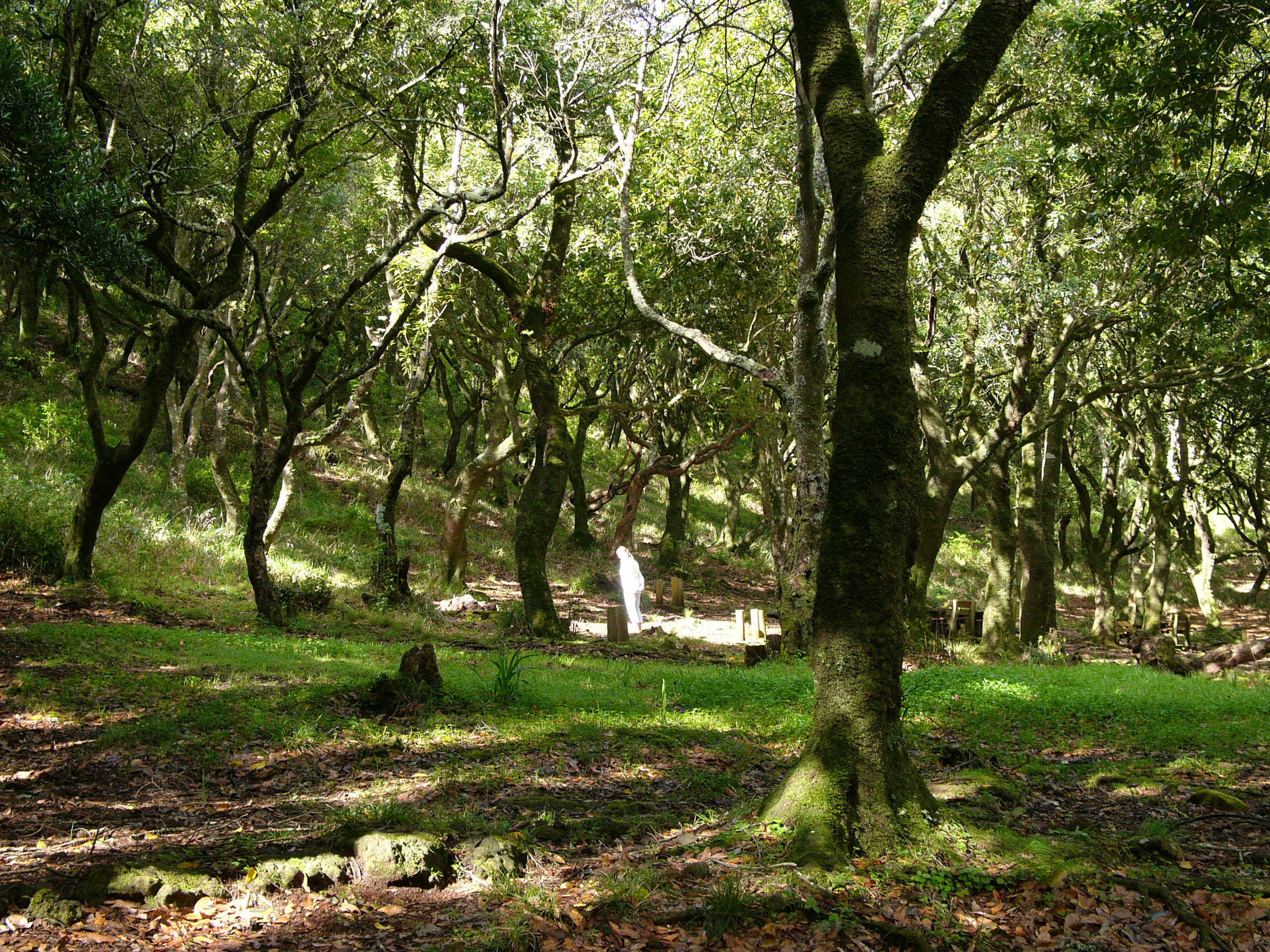
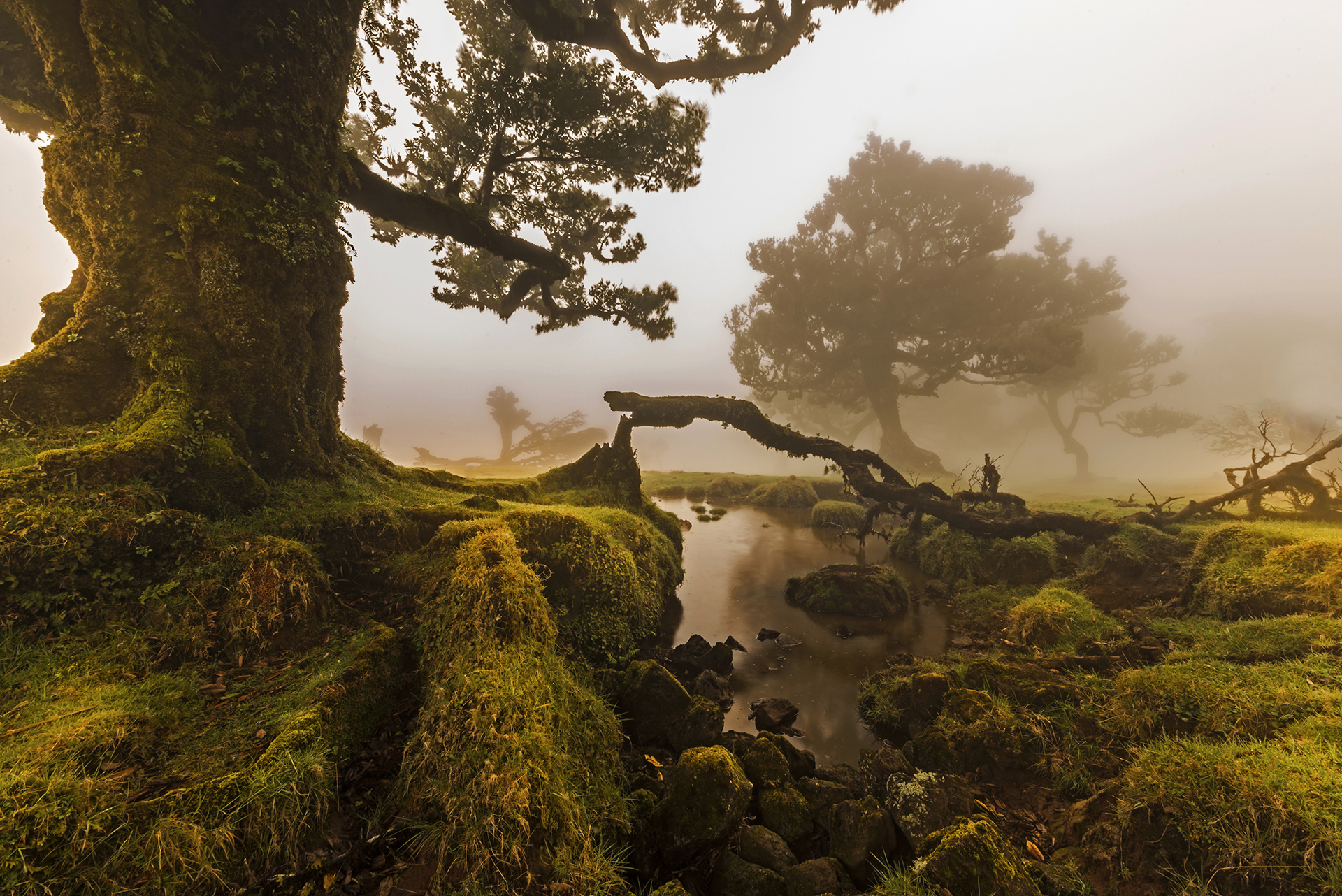

### Flore
L'archipel constitue une écorégion terrestre dans la classification du Fonds mondial pour la nature sous le nom de « forêts sempervirentes de Madère », notamment Laurisylve. Elle appartient au biome des forêts de feuillus et forêts mixtes tempérées de l'écozone paléarctique.
- Le climat et le relief déterminent trois zones de végétation:
  - Du niveau de la mer jusqu'à 300 m environ, c'est la zone subtropicale. Sur la côte nord aussi bien que sur la côte sud, on cultive la canne à sucre, la banane et quelques légumes. Les figuiers de Barbarie envahissent les zones non irriguées de la côte sud.
  - Au-delà et jusqu'à 750 m se situe la zone tempérée chaude, de climat méditerranéen. C'est le domaine de la vigne, des céréales (maïs, blé, avoine). Les fruits sont variés : fruits des pays européens comme les oranges, poires, pommes, prunes, et fruits exotiques comme les goyaves, les avocats, les mangues, les anones, les maracujas.
  - Au-dessus de 750 m, on trouve la zone tempérée froide, avec des pentes boisées de pins, de bruyères, d'acacias-mimosas et de lauriers arborescents. Puis, sur les cimes, des pâturages et des fougères.

Sur l'île de Madère, la région conserve des restes d'un type de forêt de lauriers autrefois répandu dans tout le Sud de l'Europe et dans l'Afrique du Nord-Ouest. La flore et la faune de cette forêt relique sont tout à fait uniques, elle possède de nombreuses espèces endémiques, dont le Pigeon trocaz et le Pétrel de Madère. Après avoir subi une déforestation massive à la suite de la colonisation de l'archipel, la végétation indigène est actuellement menacée par les espèces envahissantes, la mauvaise gestion des pâturages et le développement du tourisme.
l'île de Porto Santo et les autres îles, plus érodées ont une végétation plus adaptée à la sécheresse et/ou aux vents.
Ces dernières années, des particules de plastique s’incrustent sur les rochers du littoral et donnent l’impression de les couvrir de lichen blanc ou bleu clair. Cette nouvelle pollution océanique, souvent appelée « plasticroûte », contamine peu à peu les paysages.

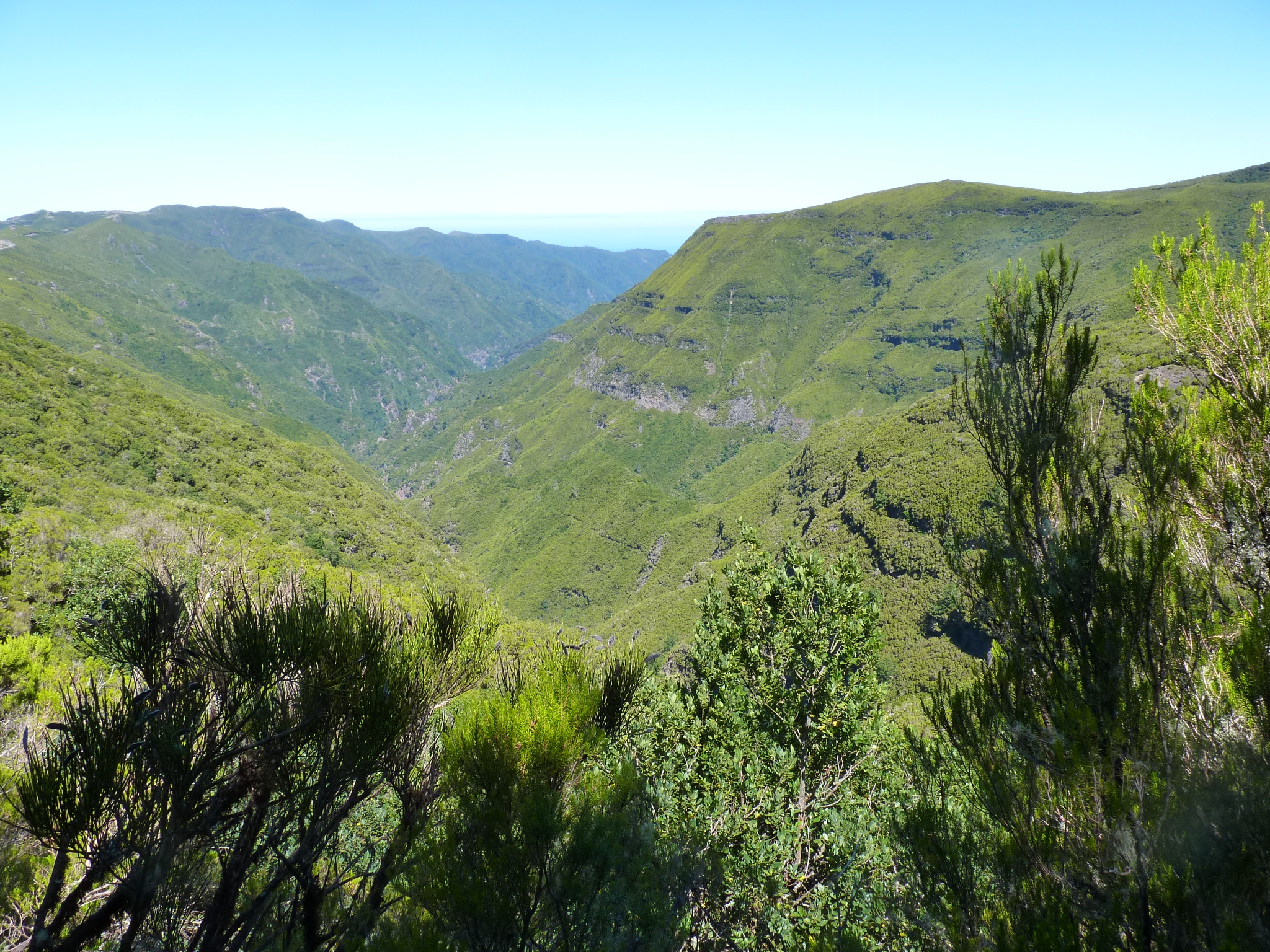
Strate arbustive d'altitude de Madère.
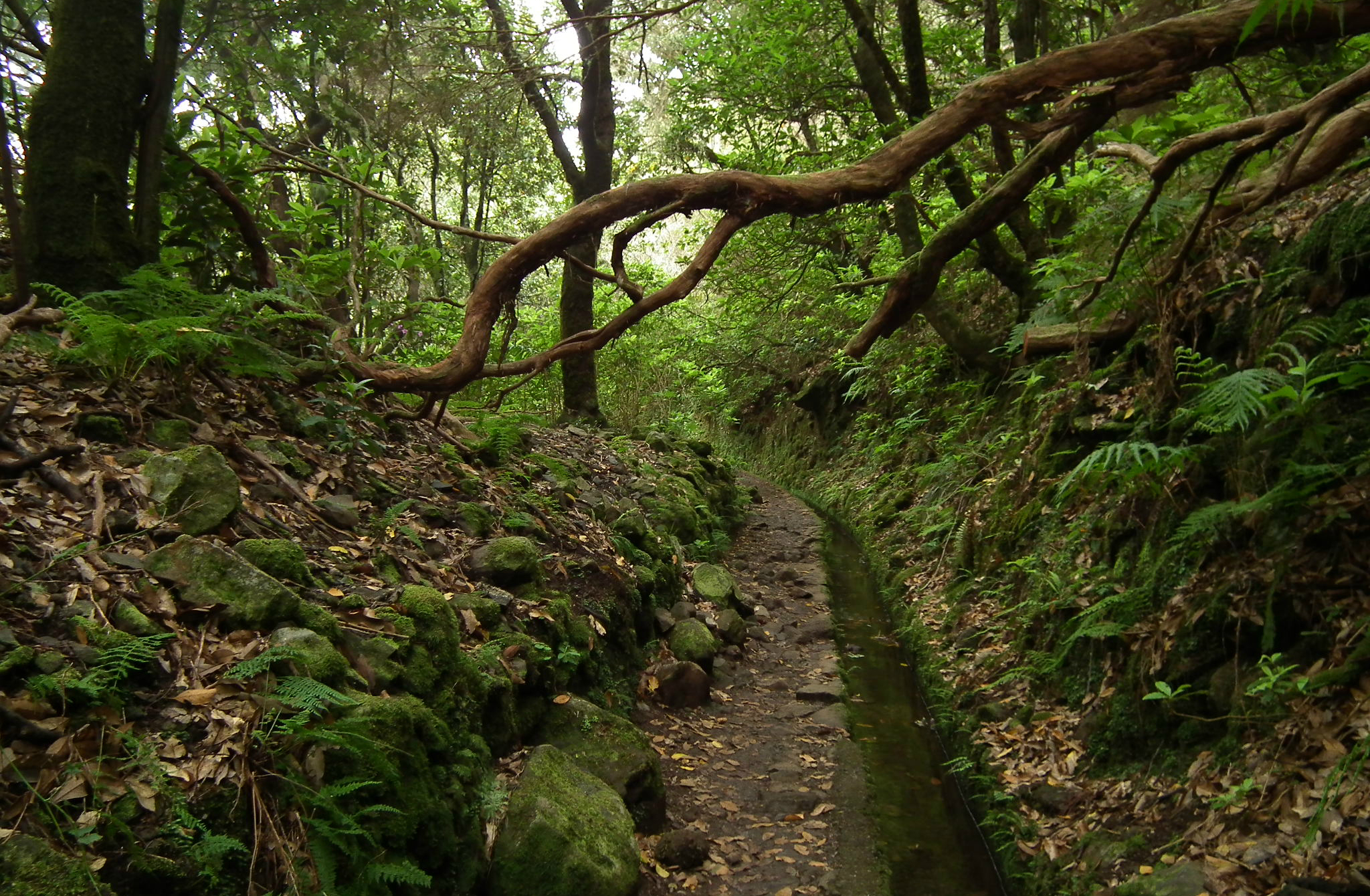
Laurisylve et levada
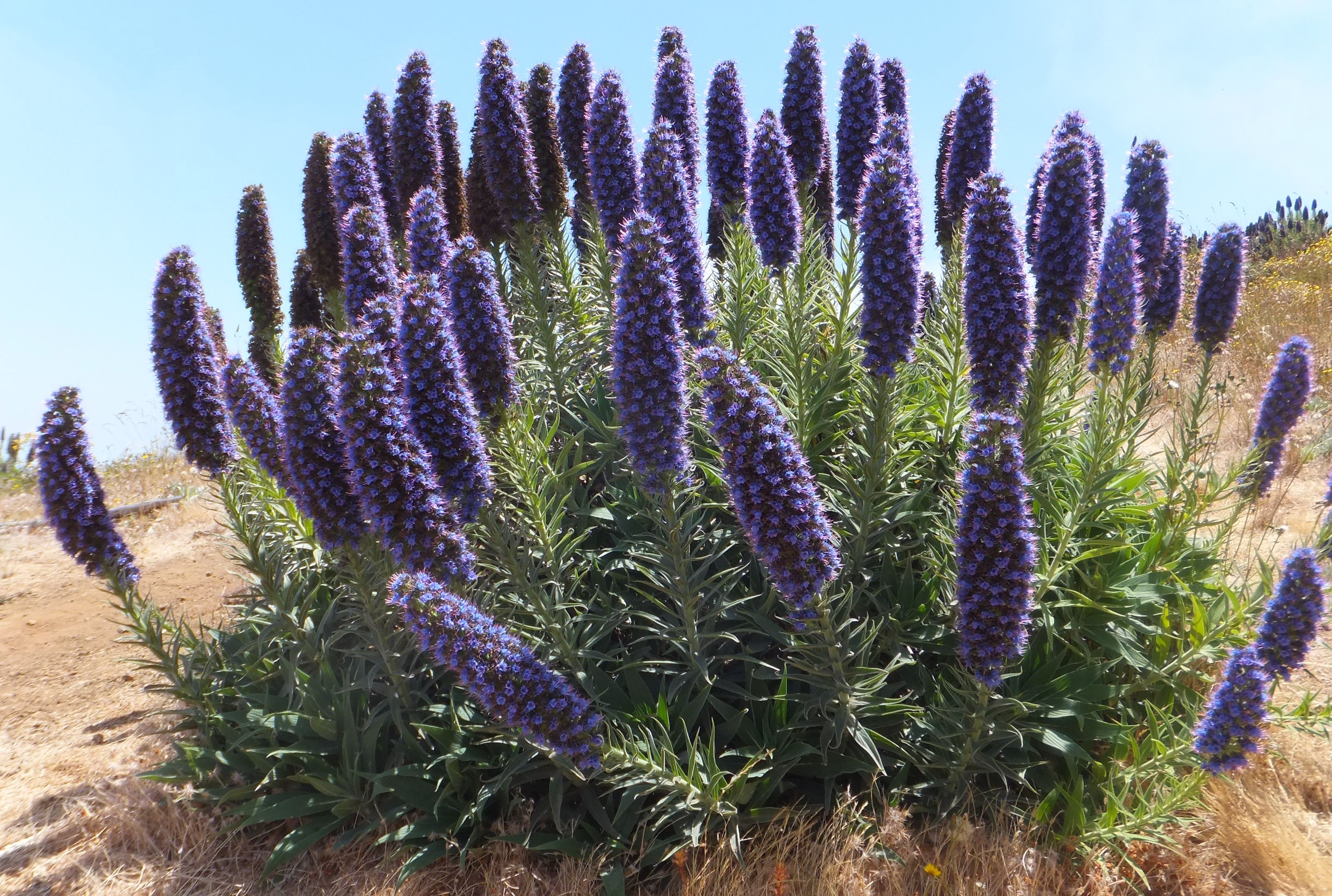
Vipérine de Madère (Echium candicans)
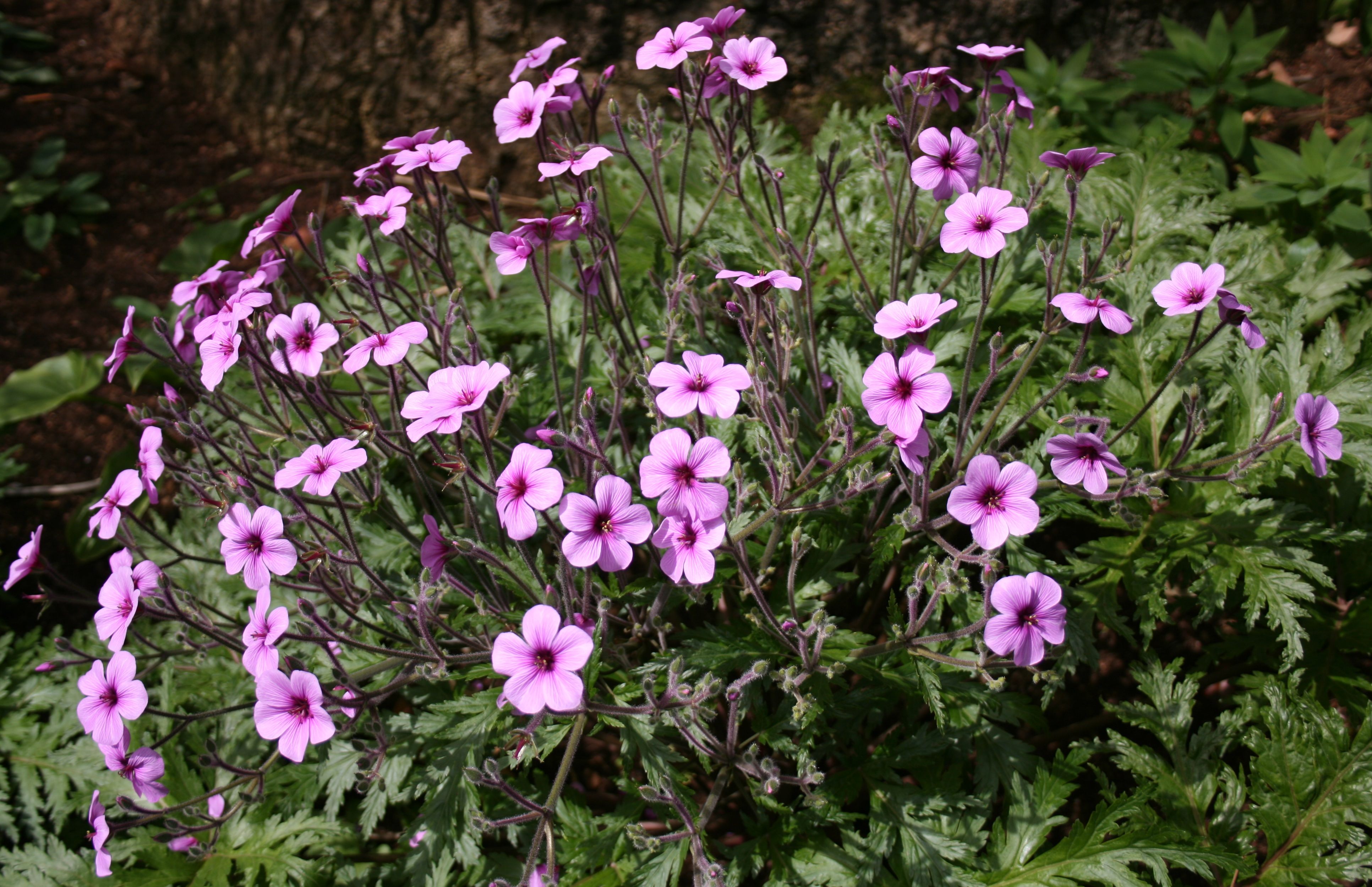
Géranium de Madère (Geranium maderense)
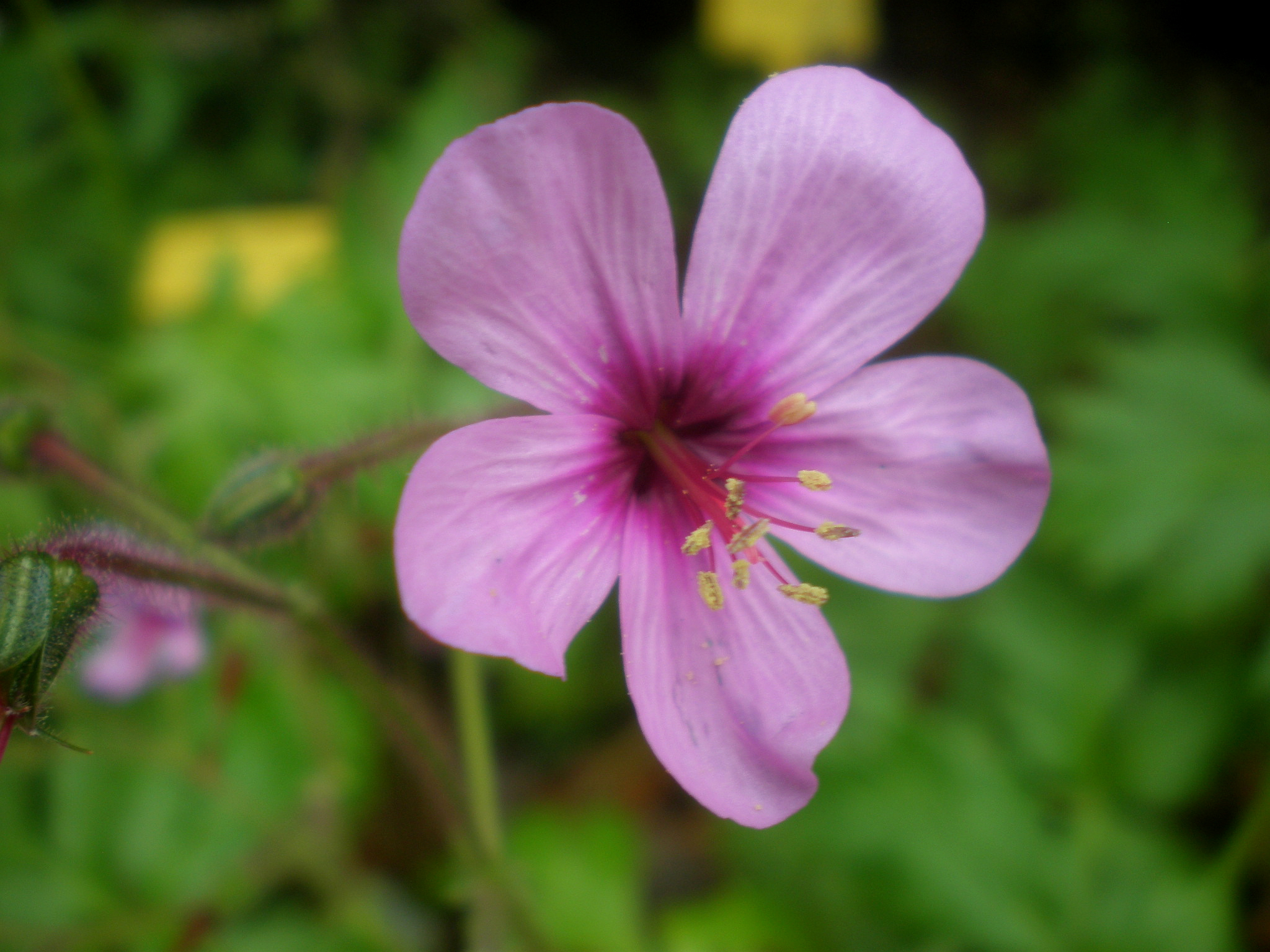
Geranium palmatum, faussement appelé "géranium des Canaries", est endémique de Madère.
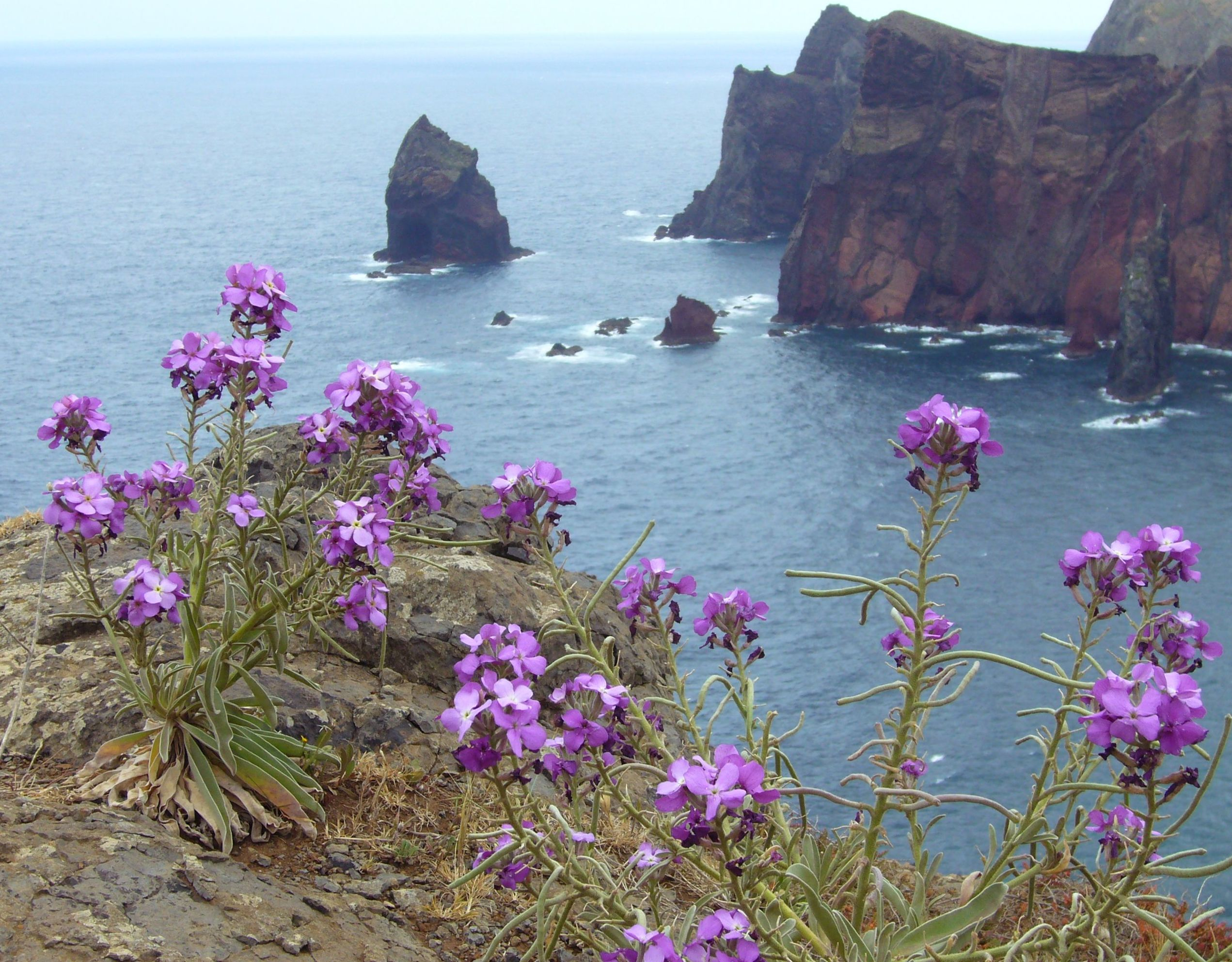
Giroflée de Madère (Matthiola maderensis)
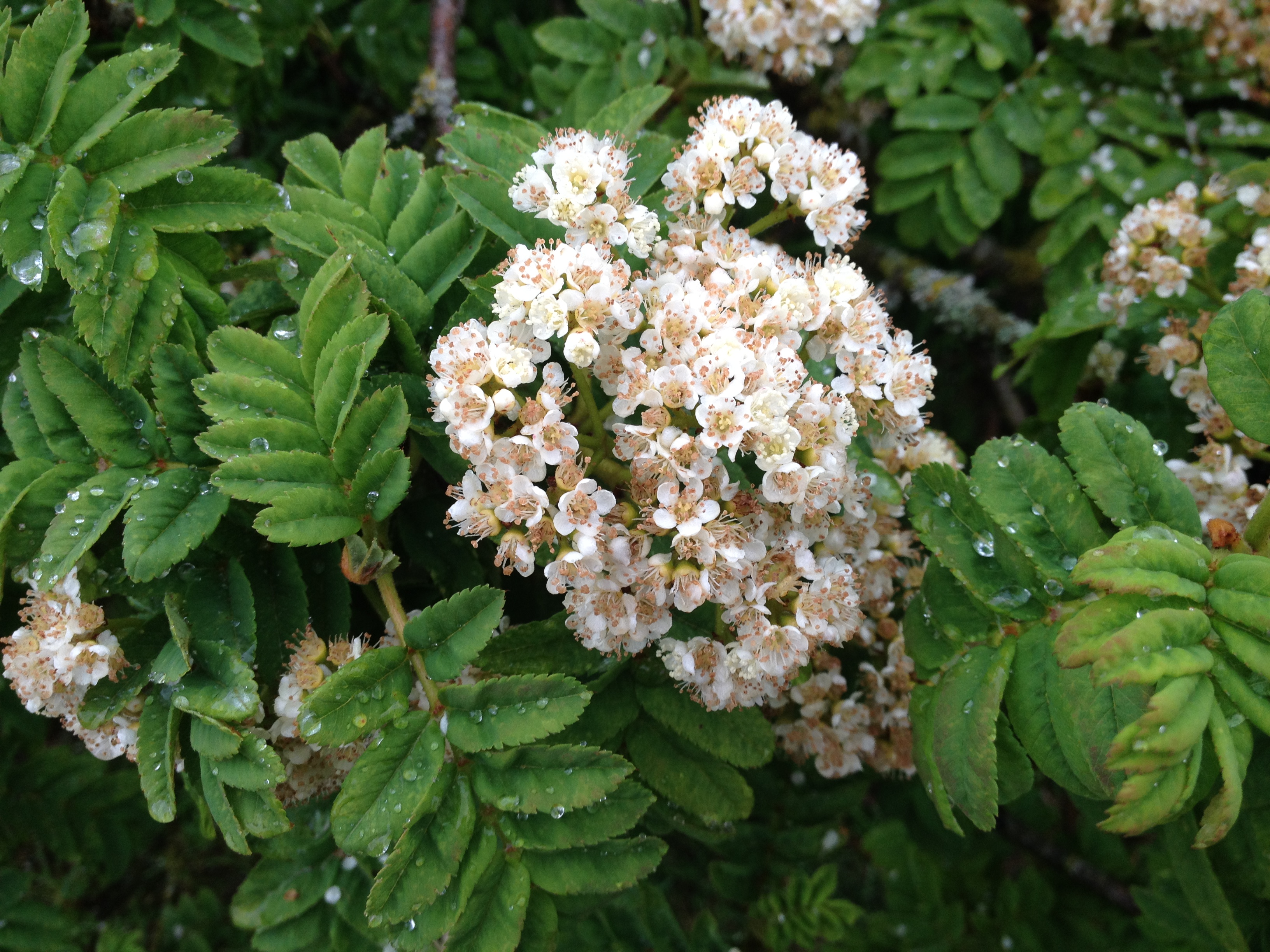
Sorbier de Madère (Sorbus maderensis)
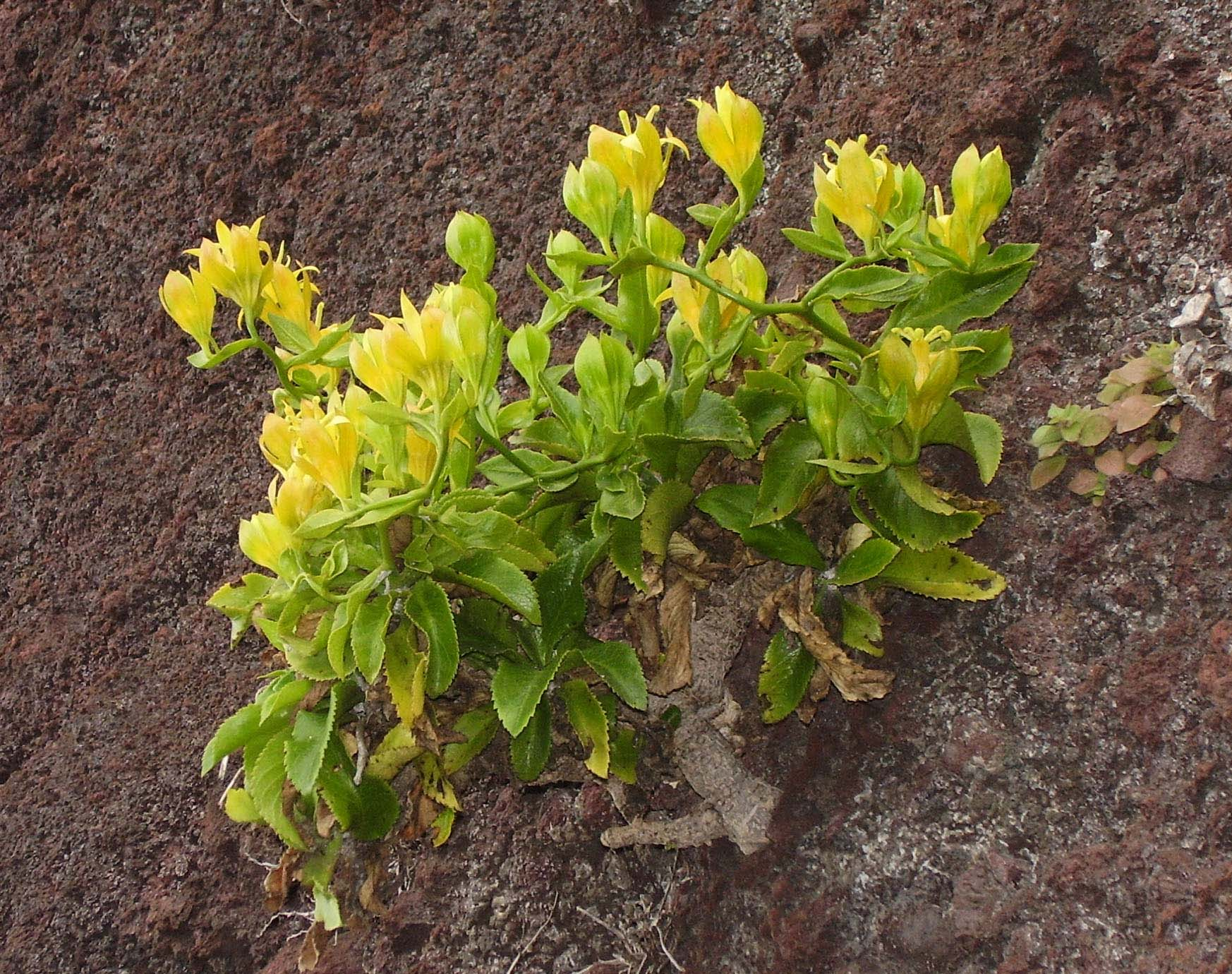
Musschia aurea
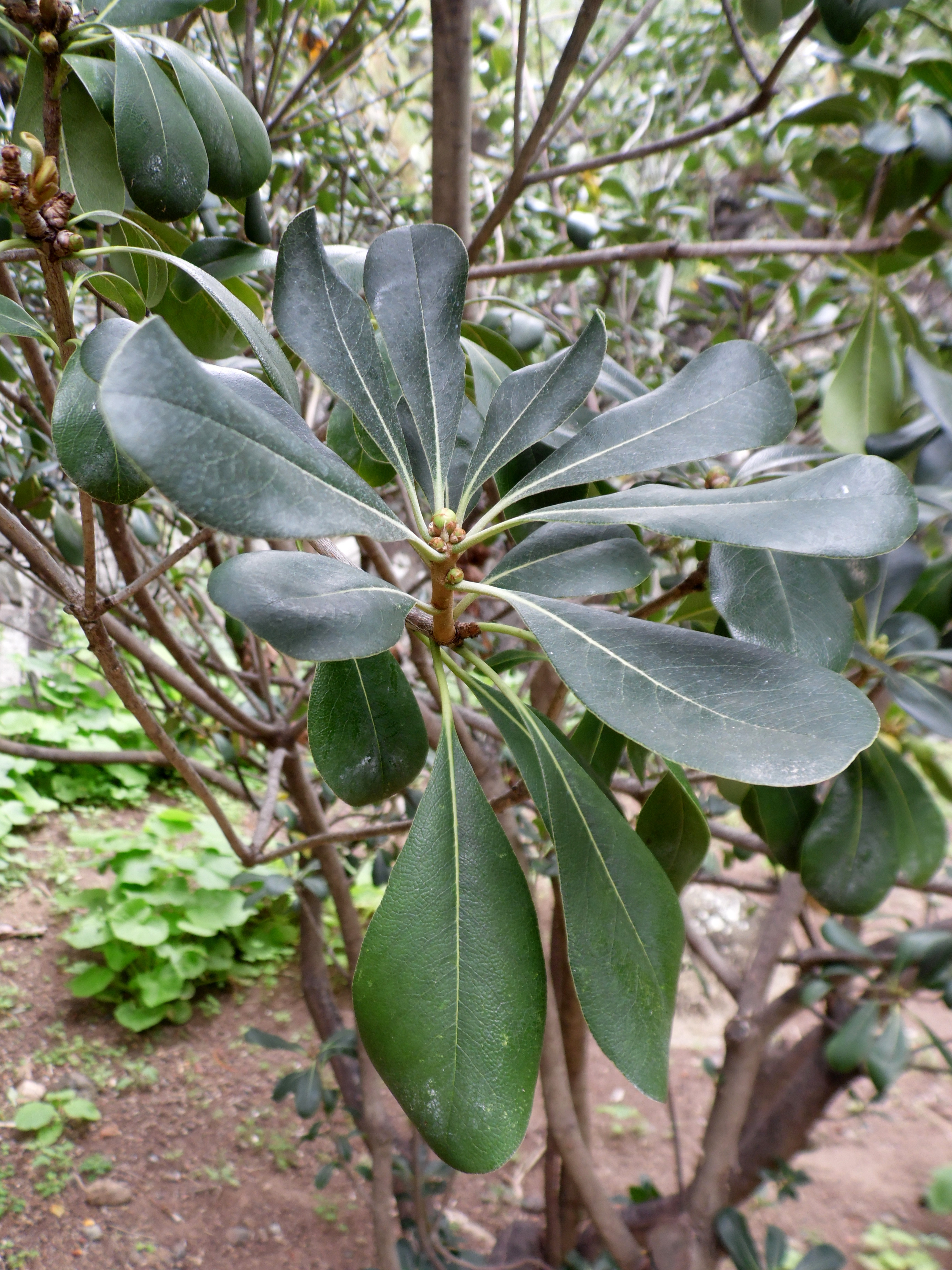
Pittosporum coriaceum
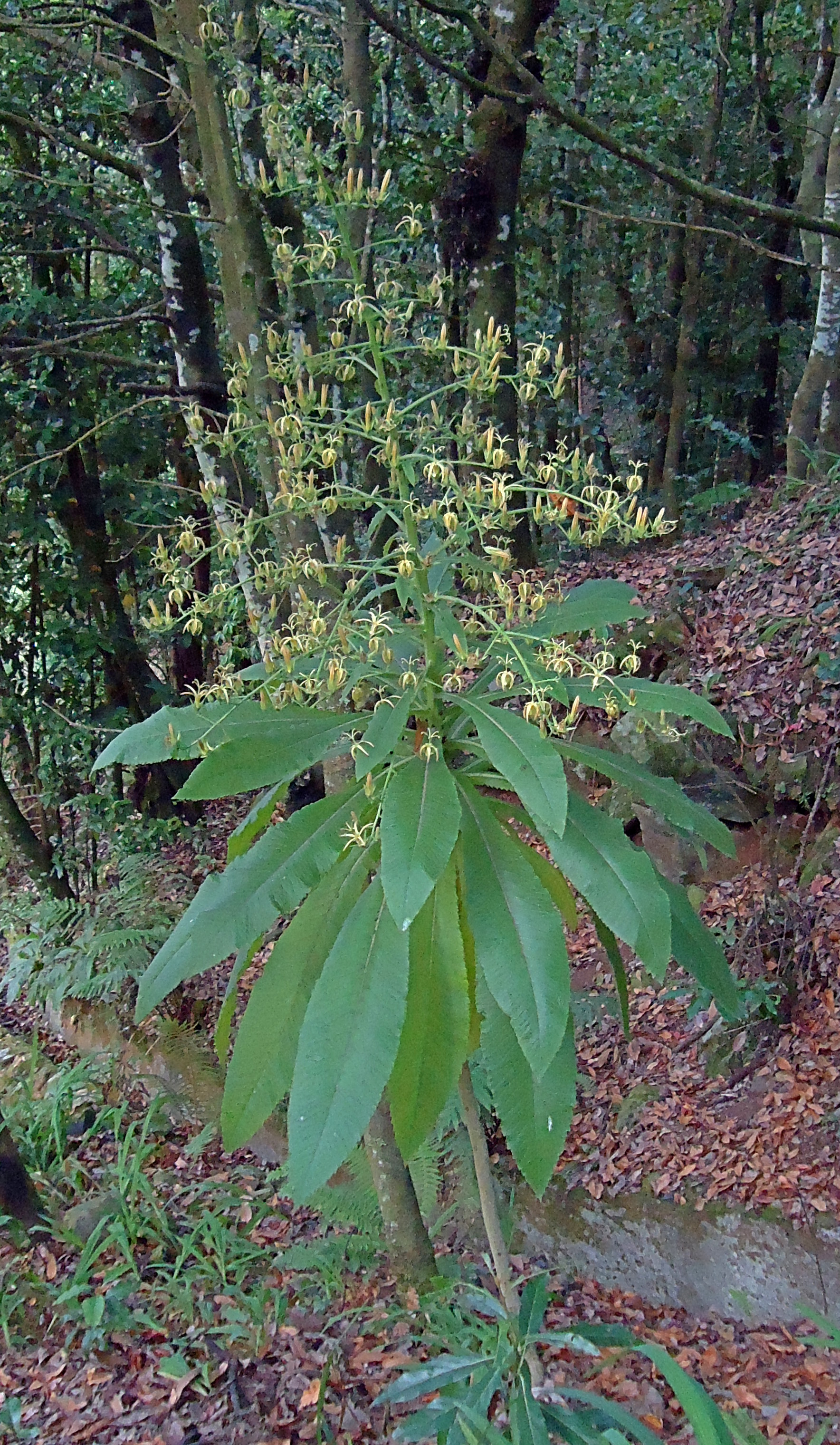
Musschia wollastonii
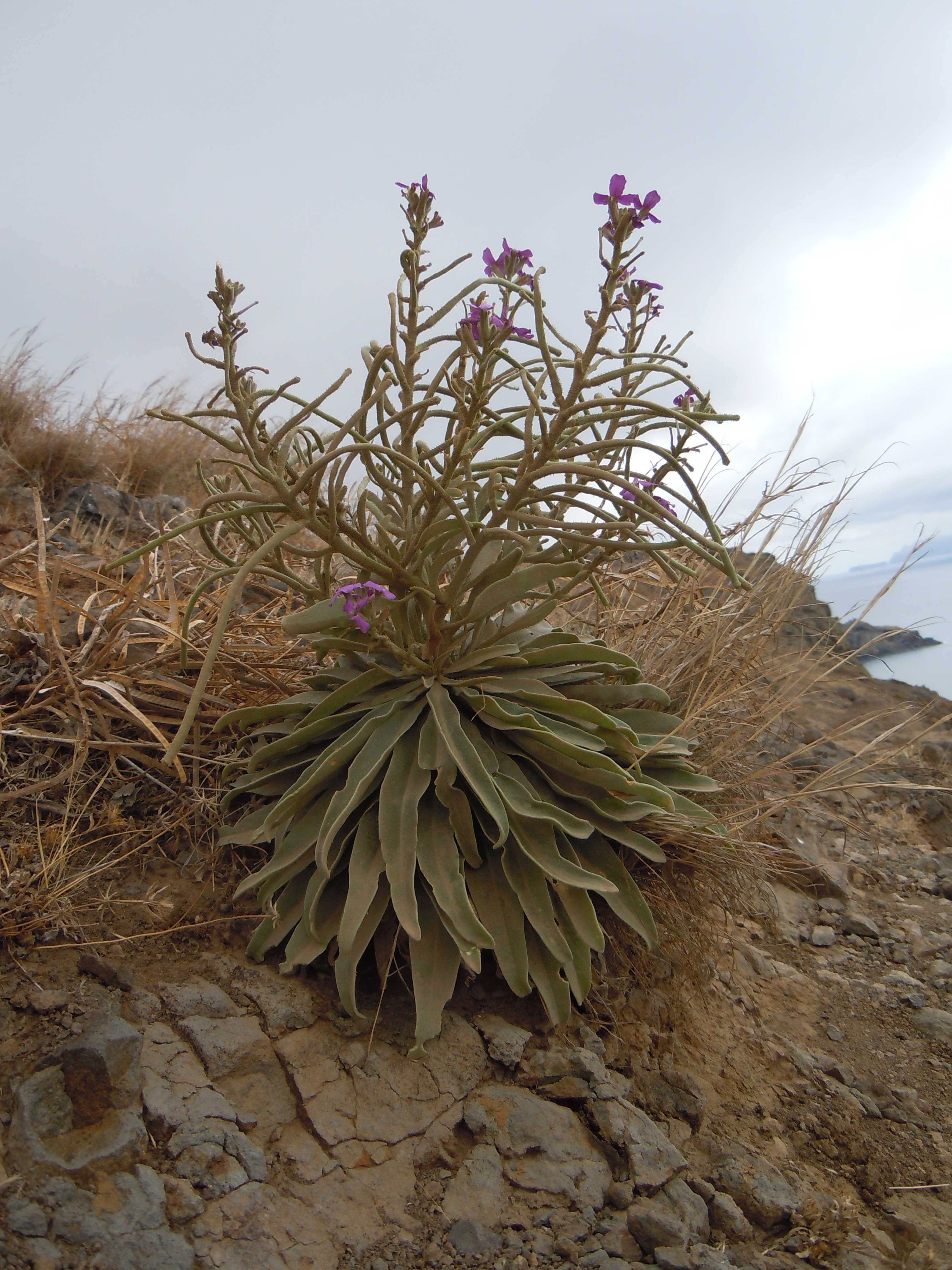
Matthiola maderensis
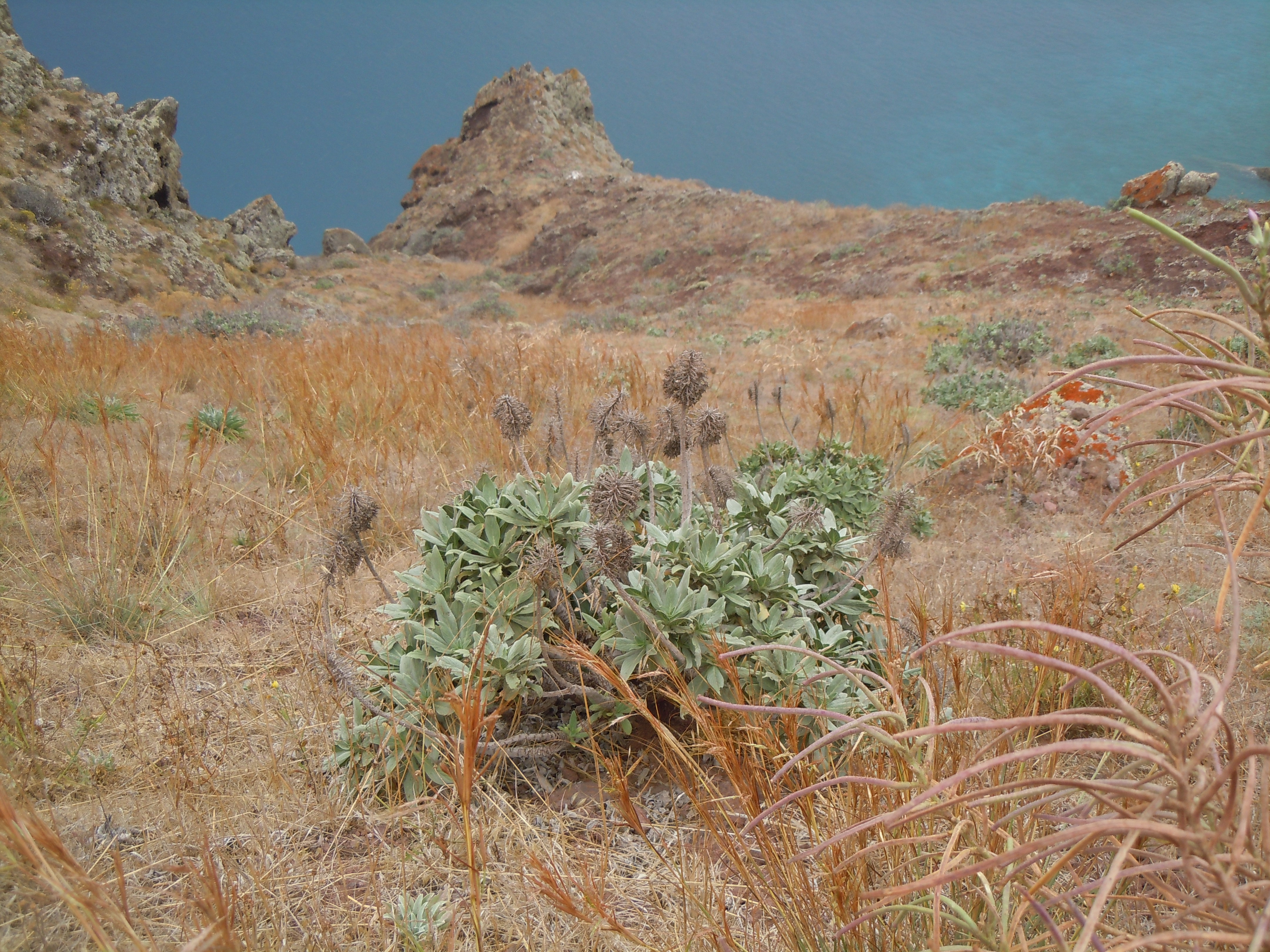
Echium nervosum
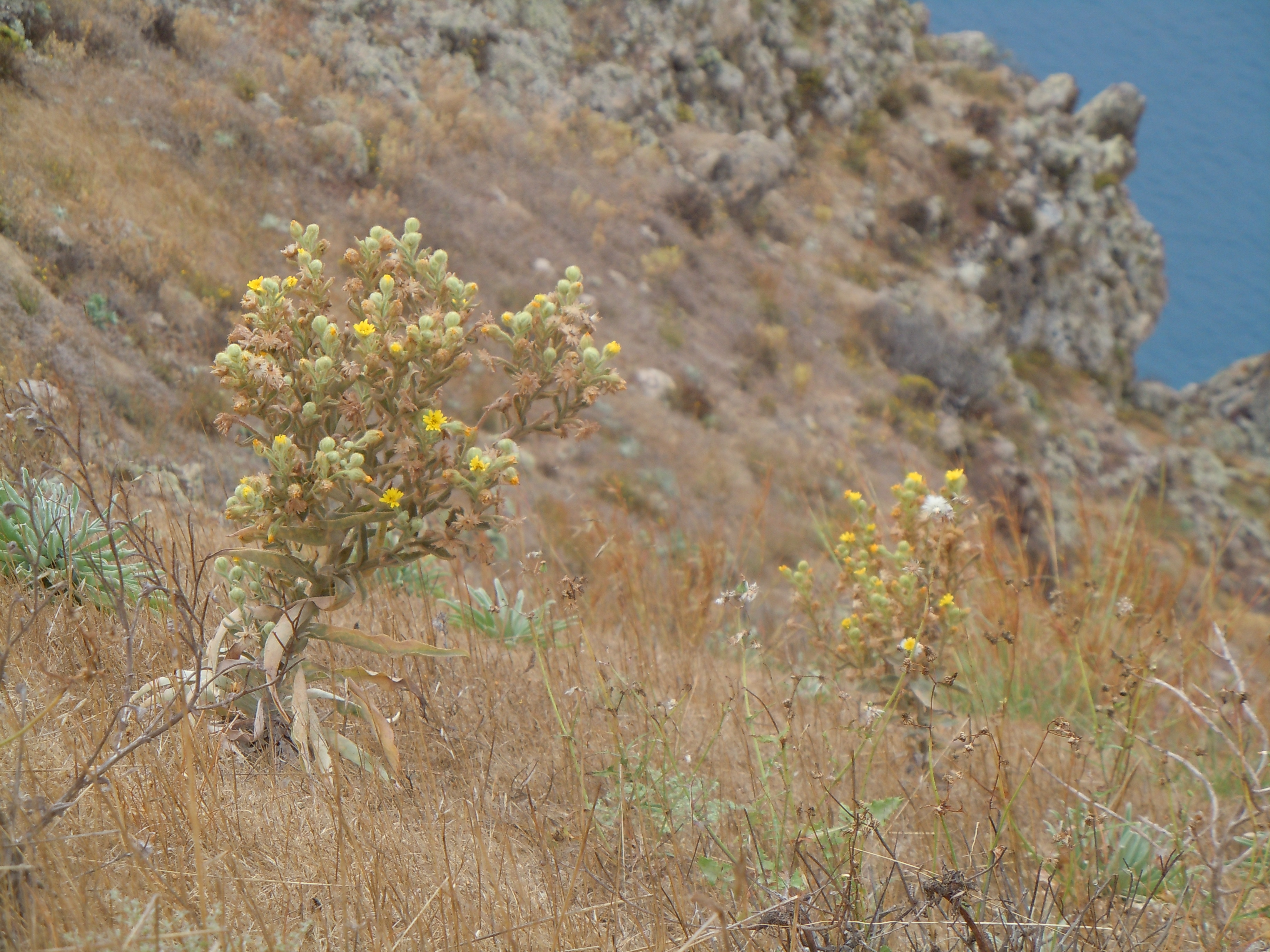
Andryala glandulosa

### Faune
Parmi les vertébrés, on trouve surtout des oiseaux : Le Pigeon trocaz, le Roitelet de Madère et le Pétrel de Madère sont des espèces d'oiseaux endémiques de l'archipel, qui compte également d'autres espèces et sous-espèces.
Des lézards: Teira dugesii
On y trouve parmi les mammifères, des espèces de souris issues de la spéciation causée par l'insularisation écologique des souches de souris grise (voir: Évolution insulaire) , débarquées via les navires vikings lors d'accostages.
L'archipel compte surtout parmi ses espèces endémiques des espèces d'invertébrés : insectes (dont des papillons: Agreste de Madère, Tircis madérois...), d'arachnides (Tarentule de Madère...) et de mollusques (Boettgeria obesiuscula, Boettgeria crispa...).

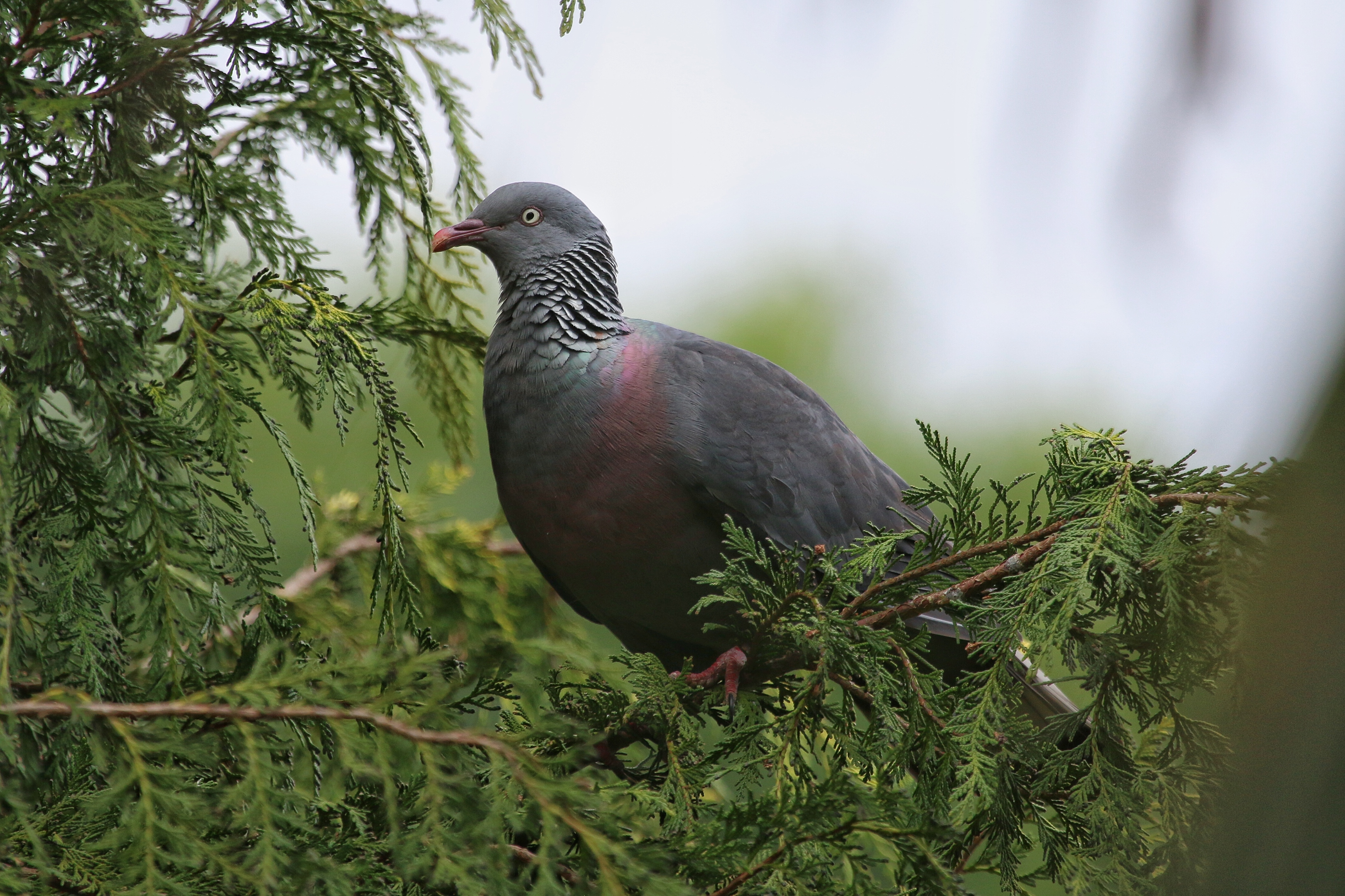
Pigeon trocaz
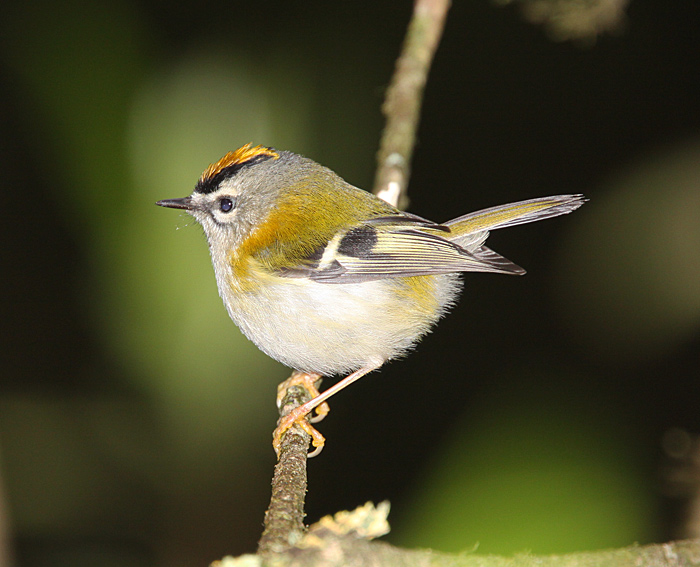
Roitelet de Madère
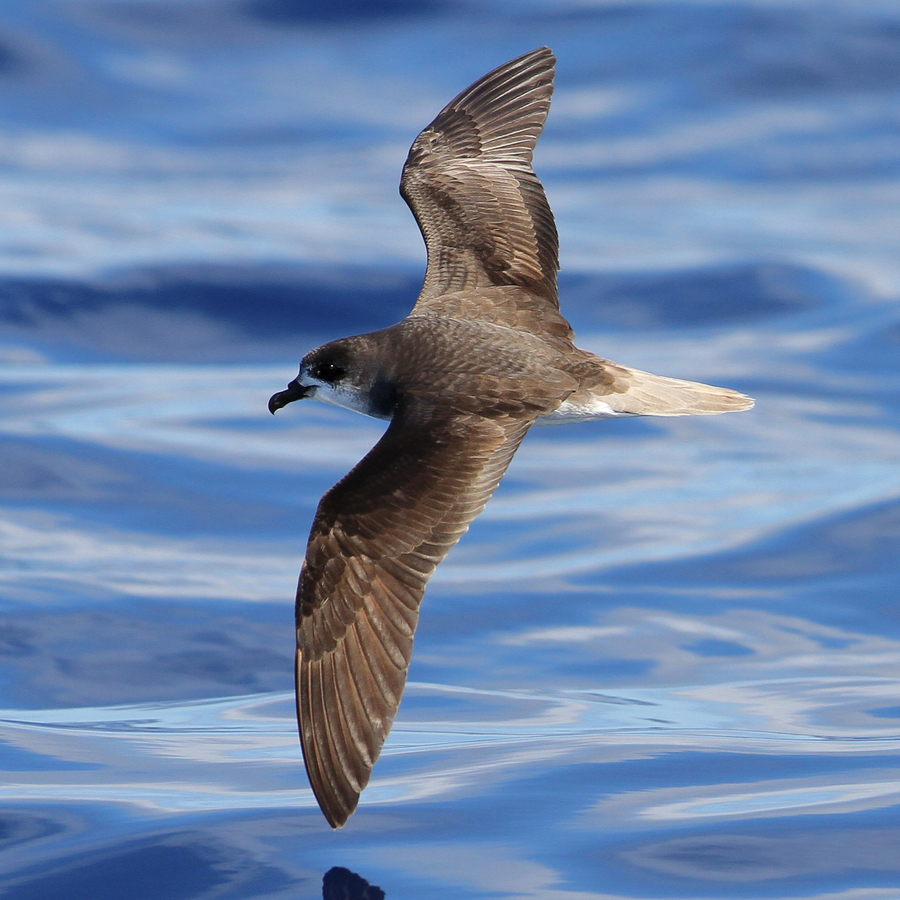
Pétrel de Madère
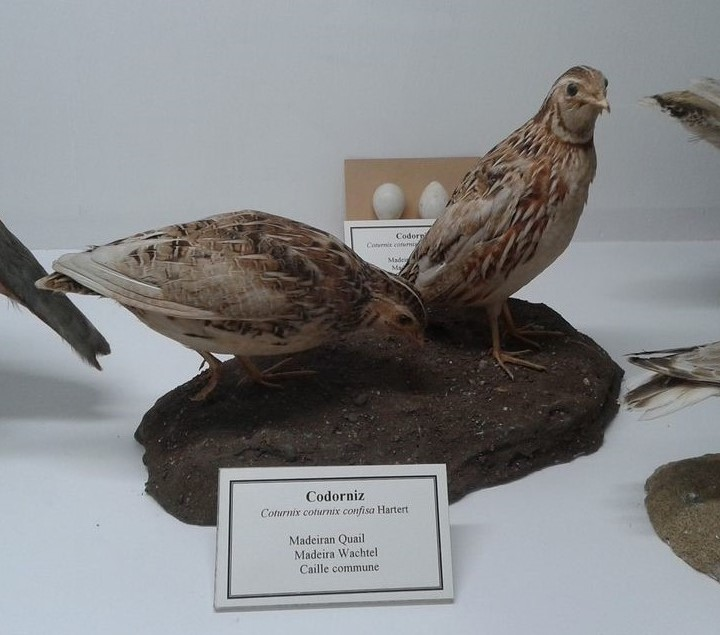
Caille de madère (Coturnix c. confisa) au musée d’histoire naturelle de Funchal.
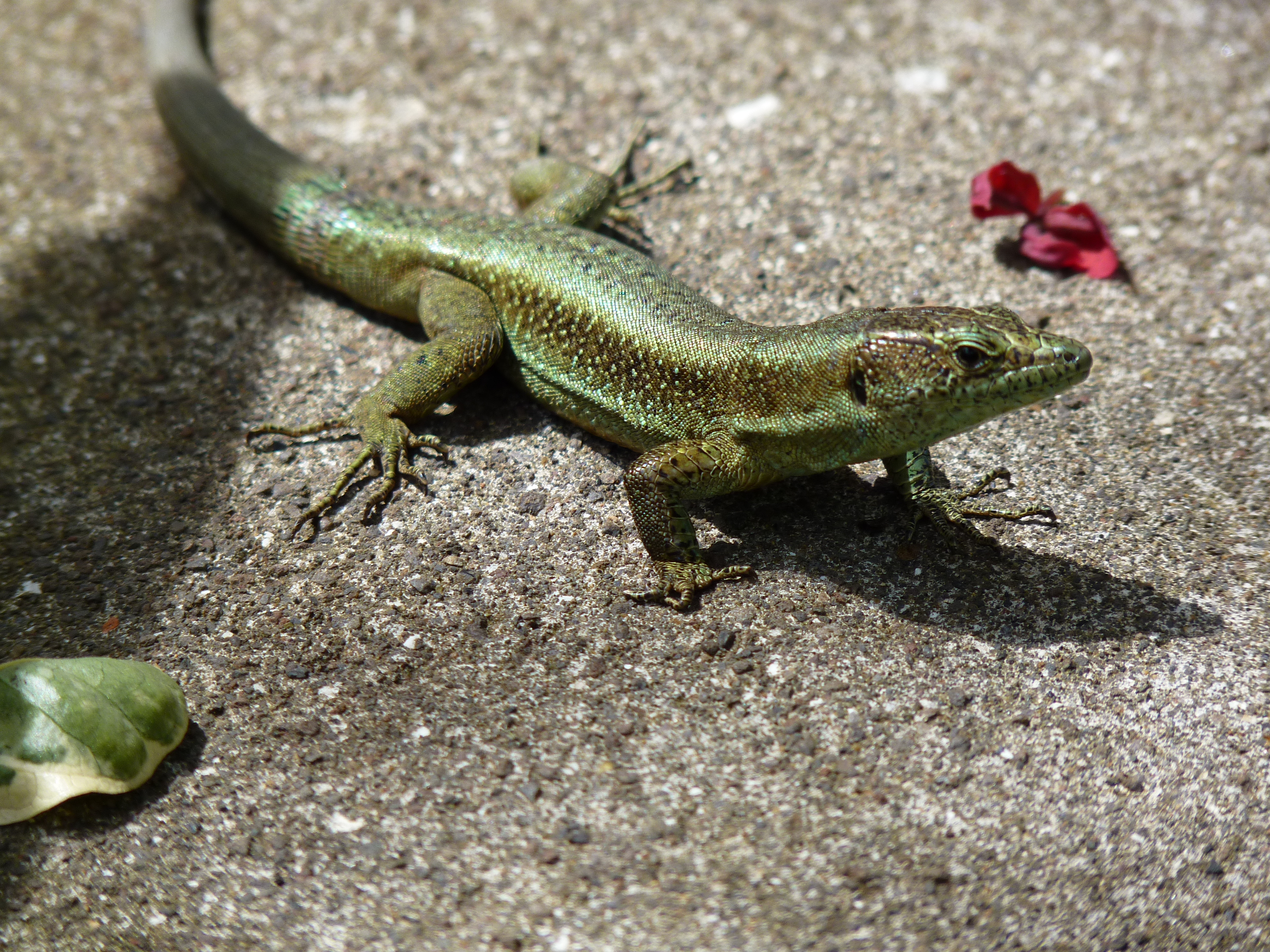
Teira dugesii
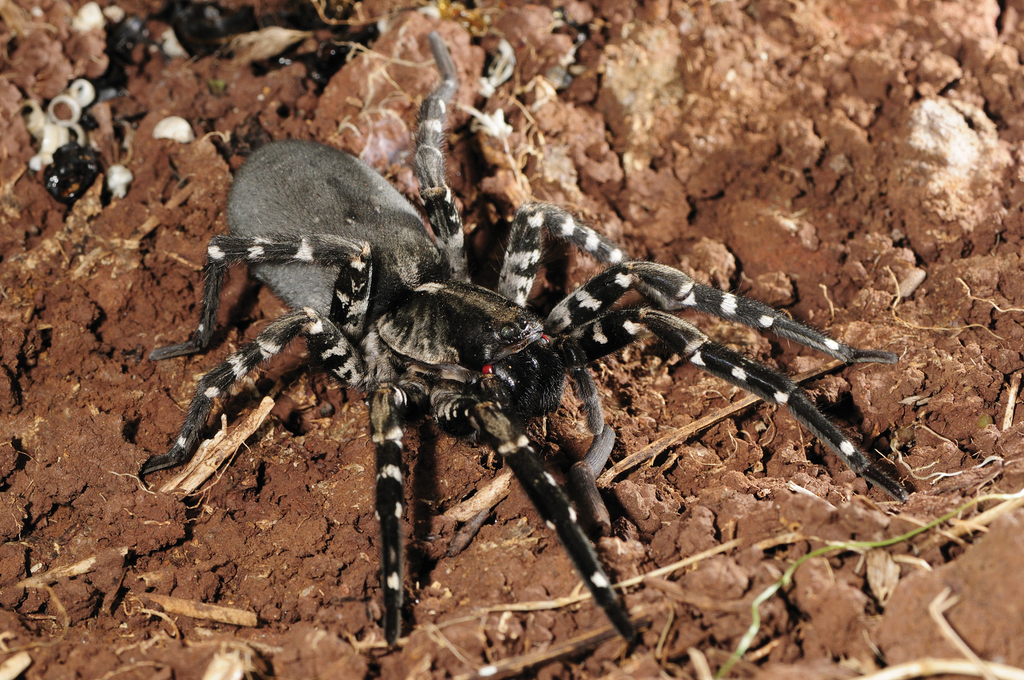
Tarentule de Madère (Hogna ingens)
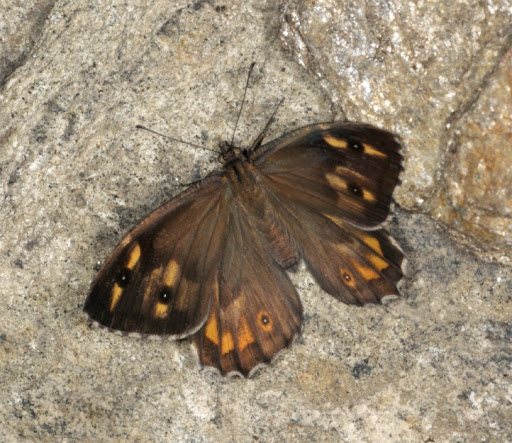
Agreste de Madère
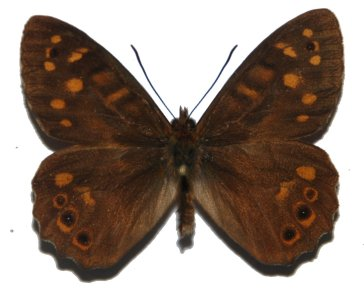
Tircis madérois

## Histoire

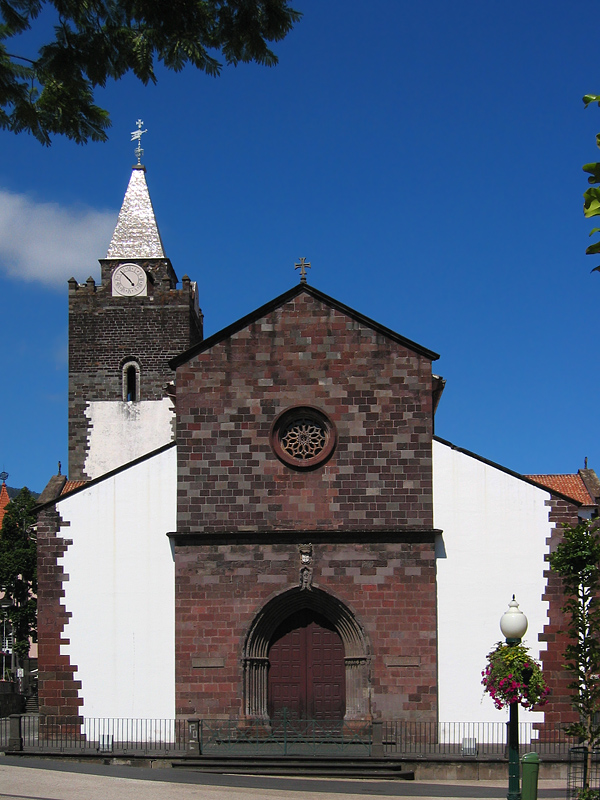
Cathédrale Notre-Dame-de-l'Assomption de Funchal.

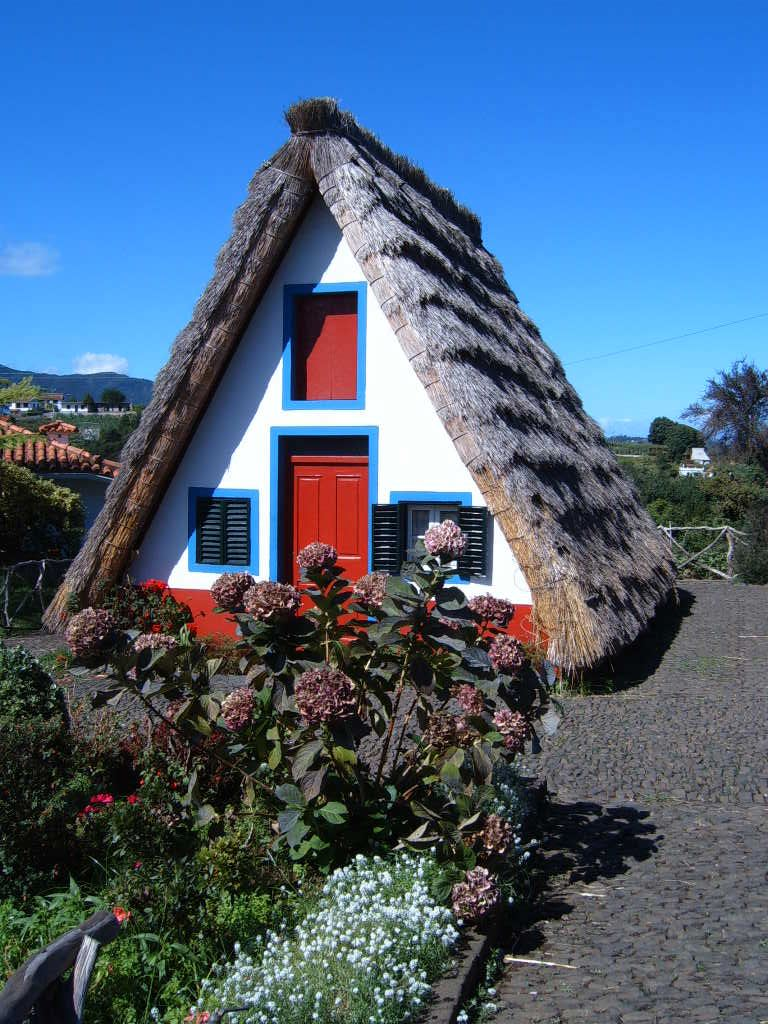
Maison traditionnelle de Santana.

Il est probable que l'archipel ait été connu dès l'Antiquité et notamment des Phéniciens. Un texte grec du IIIe siècle avant notre ère laisse à supposer que les Carthaginois furent les premiers à découvrir l'île.
Les Vikings ont fait escale sur l'île de Madère entre le IXe et le  XIe siècle. L'étude des ossements de souris (mus musculus) du XIe siècle montrent l'arrivée de rongeurs à la même époque, entre l'an 800 et 1036. Leur ADN mitochondrial les rapproche des rongeurs de Scandinavie et d'Allemagne du nord. Elles se sont diversifiées en six nouvelles espèces (leur hybridation engendre une descendance stérile) et leur nombre de chromosomes est passé de 40 (souche originelle) à 22 à 30 pour les descendants insulaires.
L'existence de l'archipel est attestée dès 1351 sur un portulan de Florence et dans des documents géographiques musulmans. Les premiers navigateurs portugais lancés en 1418 dans les explorations maritimes organisées par Henri le Navigateur (João Gonçalves Zarco et Tristão Vaz Teixeira) furent déroutés accidentellement jusqu'à l'île du Bois, que les Génois, ses premiers découvreurs, appelaient Isola de Legname avec son îlot où ils se réfugièrent, Porto Santo (qu'ils nommèrent ainsi en reconnaissance de leur sauvetage). Ils en prirent possession au nom du roi Jean Ier de Portugal. Madeira, traduction de Legname, fut repérée et abordée l'année suivante par Zarco, Teixeira et Bartolomeu Perestrelo, à l'emplacement actuel du port de Machico. Sa colonisation par les Portugais démarre immédiatement, Zarco et Vaz se voyant attribuer sa gouvernance, tandis que Perestrelo devenait capitaine-gouverneur de Porto Santo.
L'archipel fut un point de relâche important pendant l'époque des grandes découvertes. Christophe Colomb y séjourna, il y épousa Filipa Moniz Perestrelo, fille de Bartolomeu Perestrelo. Séjour important, puisque Filipa a pu faire connaître à Colomb les cartes de son père, qui l'ont aidé dans sa découverte[réf. nécessaire].
Madère est très inégalitaire et pauvre jusqu'aux années 1990. L'activité touristique est déjà fortement développée dans les années 1980 (150 000 touristes chaque année pour une population de 250 000 habitants) mais le gouvernement local continue de miser sur le tourisme « de qualité », concentré à Funchal. C’est là que se trouvent les hôtels ainsi que la plupart des services publics. Le reste de l’île, à l'inverse, manque de tout. D’électricité, d’eau courante, mais aussi d’écoles et d’enseignants. Alberto João Jardim, président du gouvernement régional sans discontinuer pendant 37 ans, de 1978 à 2015, mène une politique de développement du réseau routier et des infrastructures partout sur l'ile, grâce aux aides économiques reçues de l'Union européenne. Cette politique permet de développer significativement le tourisme - Madère en accueille un million et demi chaque année -, faisant de l'ile la deuxième région la plus riche du Portugal. Alberto João Jardim se voit cependant reprocher ses pratiques clientélistes et autoritaires.

## Politique et administration
- Calheta
- Câmara de Lobos
- Funchal
- Machico
- Ponta do Sol
- Porto Moniz
- Porto Santo
- Ribeira Brava
- Santa Cruz
- Santana
- São Vicente

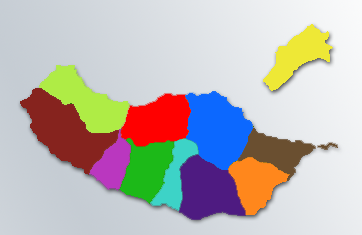
Carte des onze communes de la région autonome de Madère :

Depuis 1976, Madère, comme les Açores, est constituée en région autonome de la République portugaise (Região Autónoma da Madeira), avec un gouvernement autonome et une assemblée législative régionale. Le président du gouvernement régional est Miguel Albuquerque, depuis le 20 avril 2015. Le siège du gouvernement régional est situé à Funchal, capitale de la région.
Au niveau local, Madère est subdivisée en onze communes.
L'archipel constitue l'une des neuf régions ultrapériphériques de l'Union européenne.

## Démographie
Lors de sa découverte par les Portugais (1419), l'archipel était inhabité. La population actuelle résultant de la colonisation, essentiellement portugaise, est donc d'origine européenne bien que Madère soit plus proche de l'Afrique que de l'Europe.
Les principales villes de l'archipel sont :
- Funchal, la capitale et plus grande ville avec environ 100 526 habitants ;
- Machico avec 14 000 habitants ;
- Câmara de Lobos avec 13 625 habitants ;
- Caniço avec 12 000 habitants ;
- Santa Cruz avec 6 500 habitants ;
- Santana avec 3 500 habitants ;
- Vila Baleira avec 4 500 habitants située sur l'île de Porto Santo.

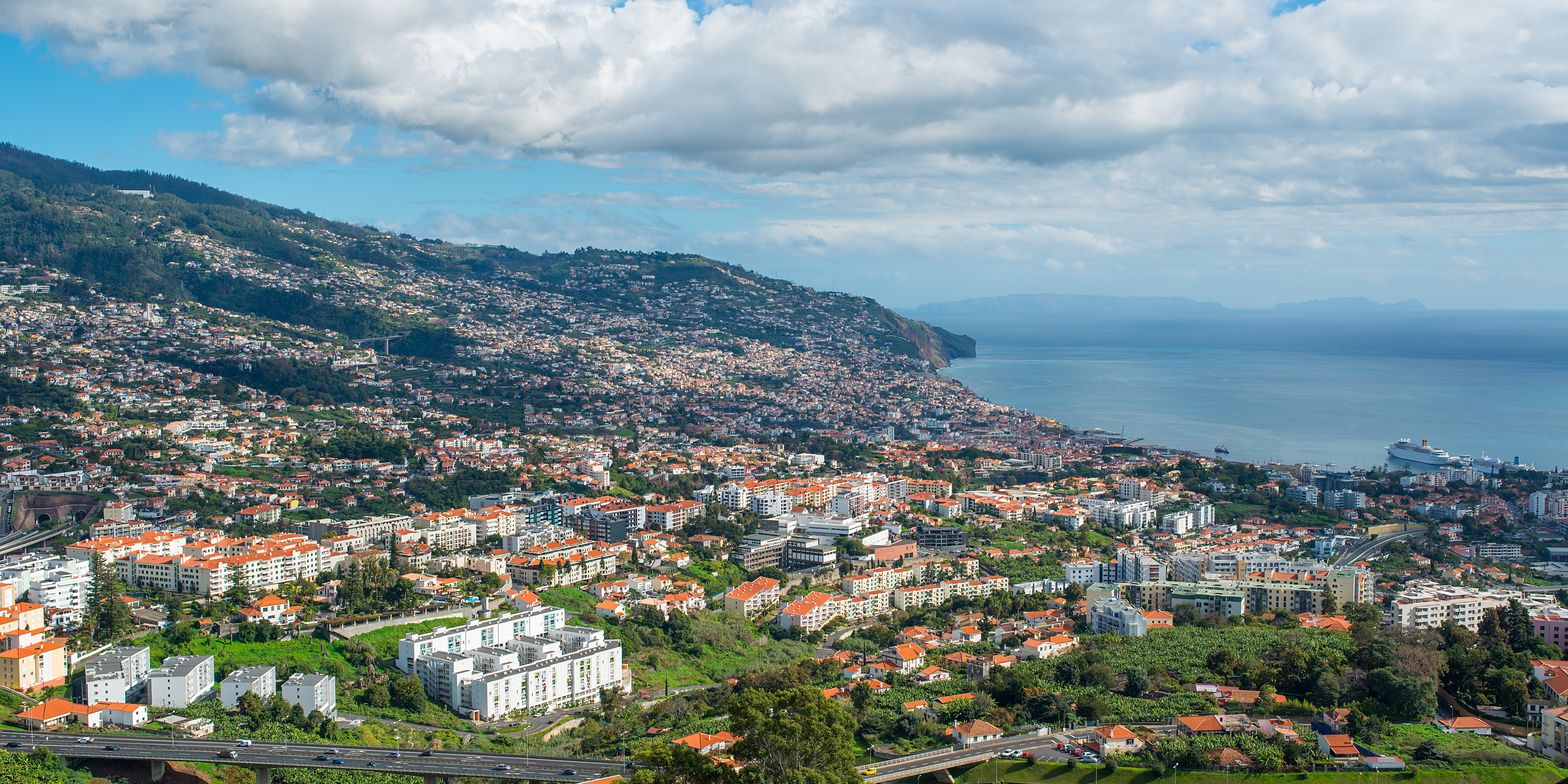
Funchal
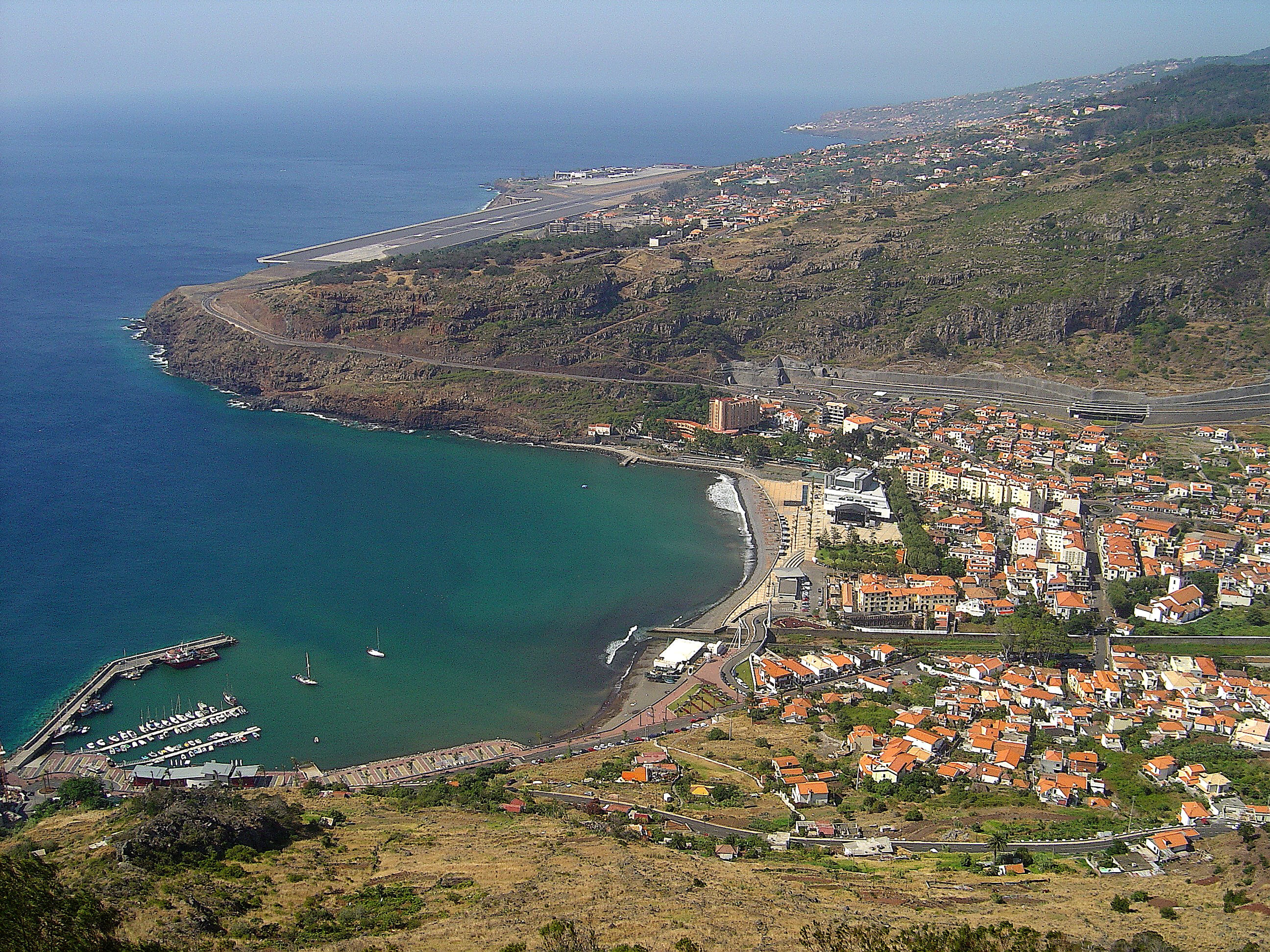
Machico
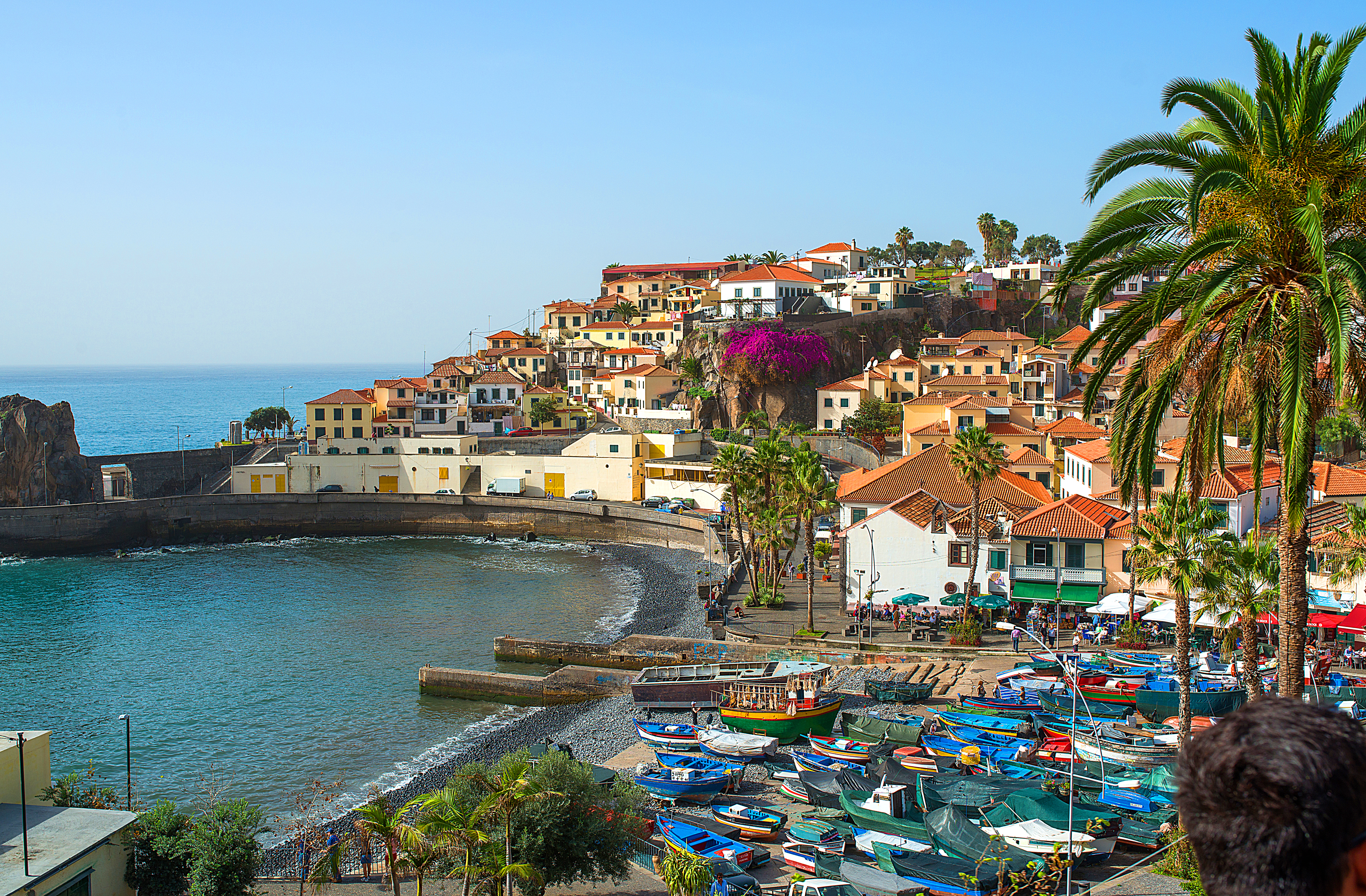
Câmara de Lobos.
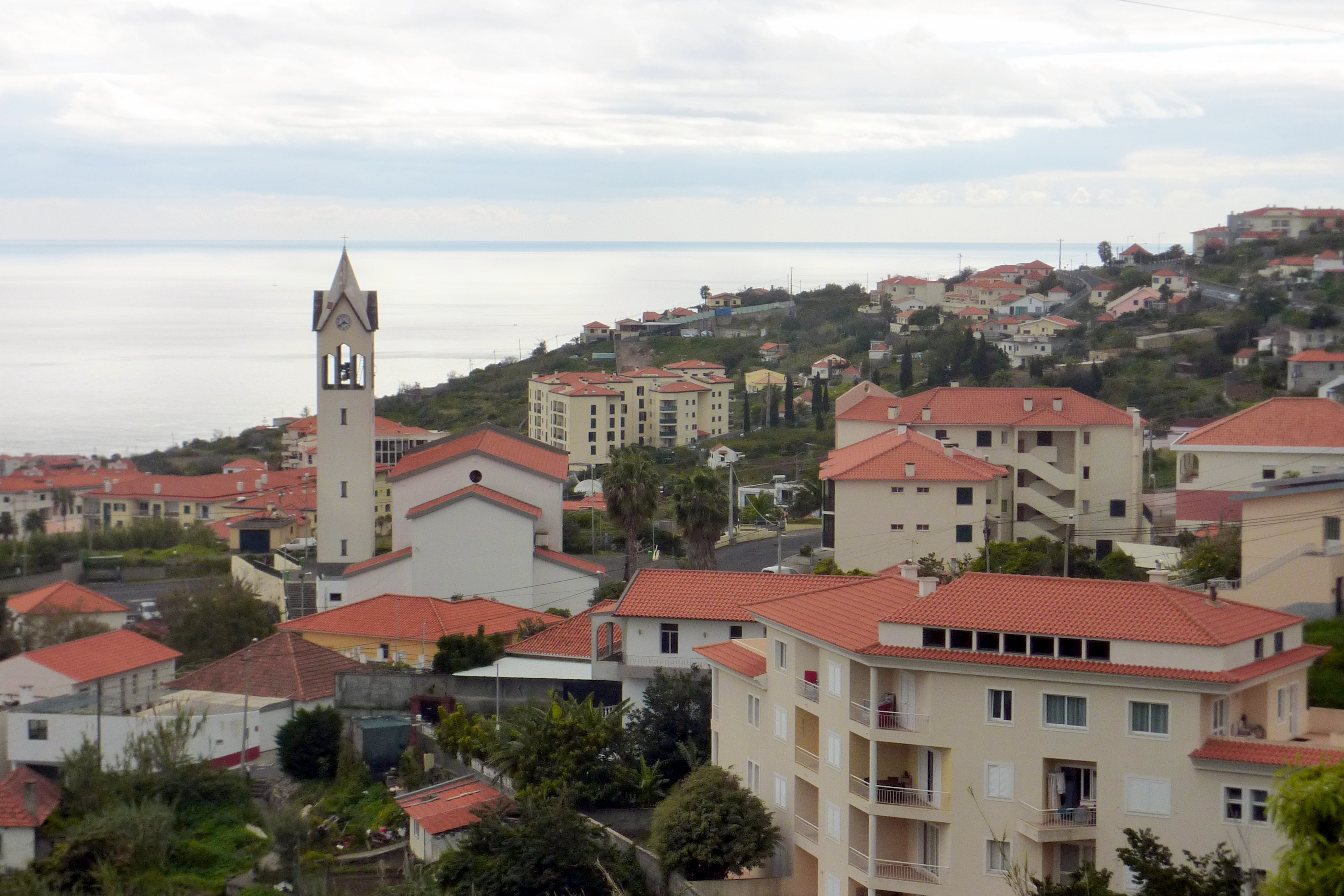
Caniço
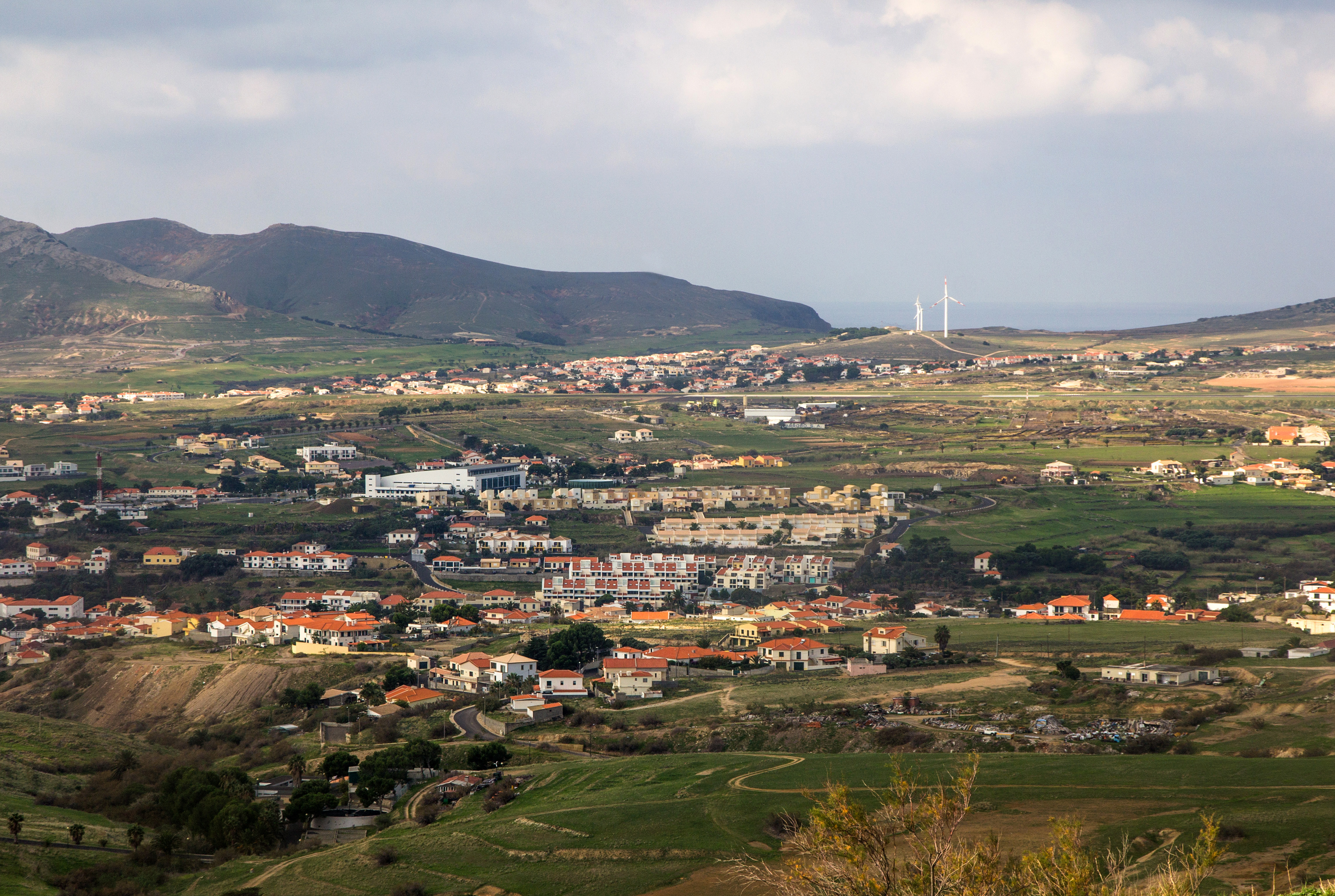
Vila Baleira
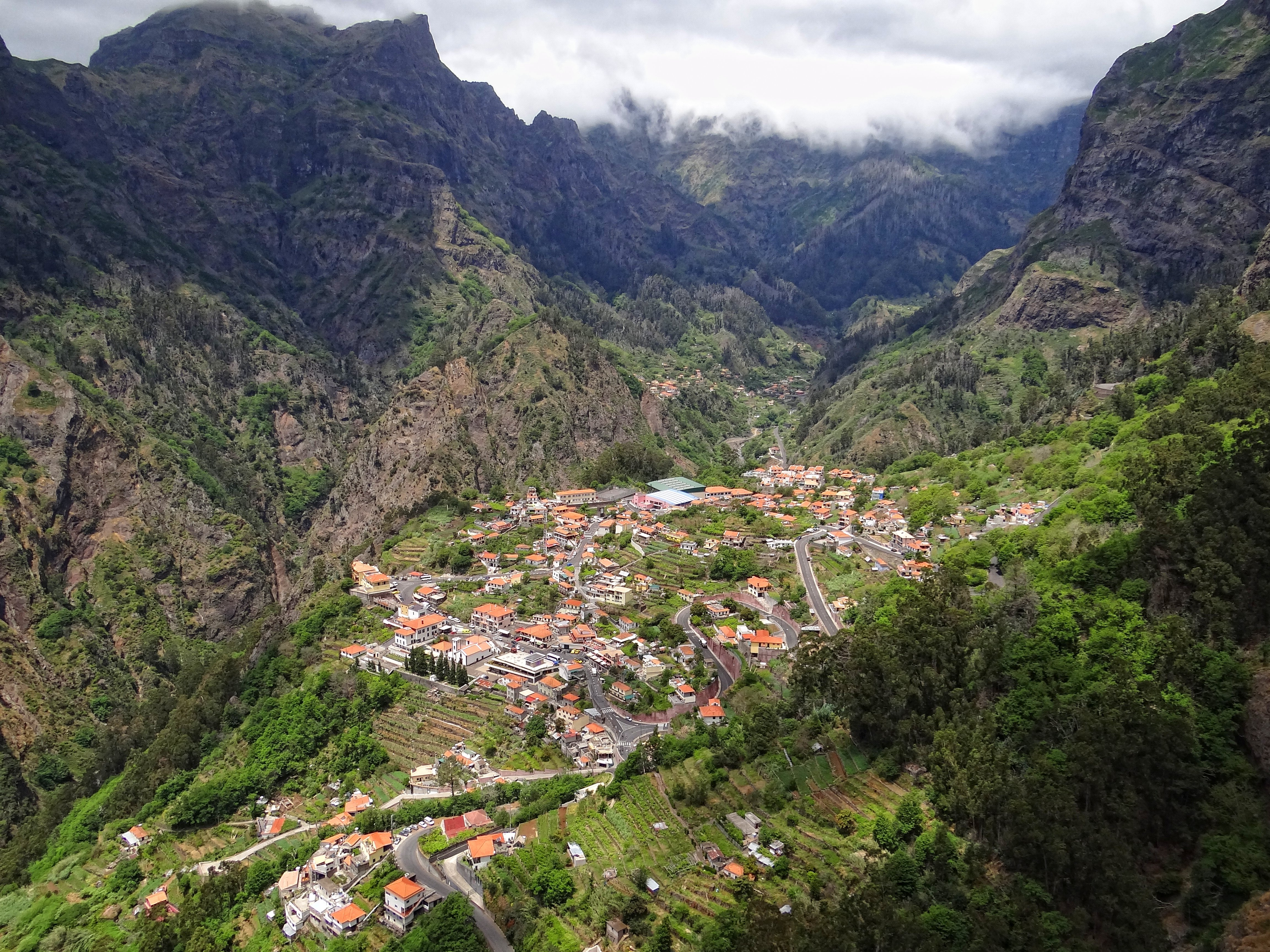
Curral das Freiras,freguesia de Câmara de Lobos

## Économie

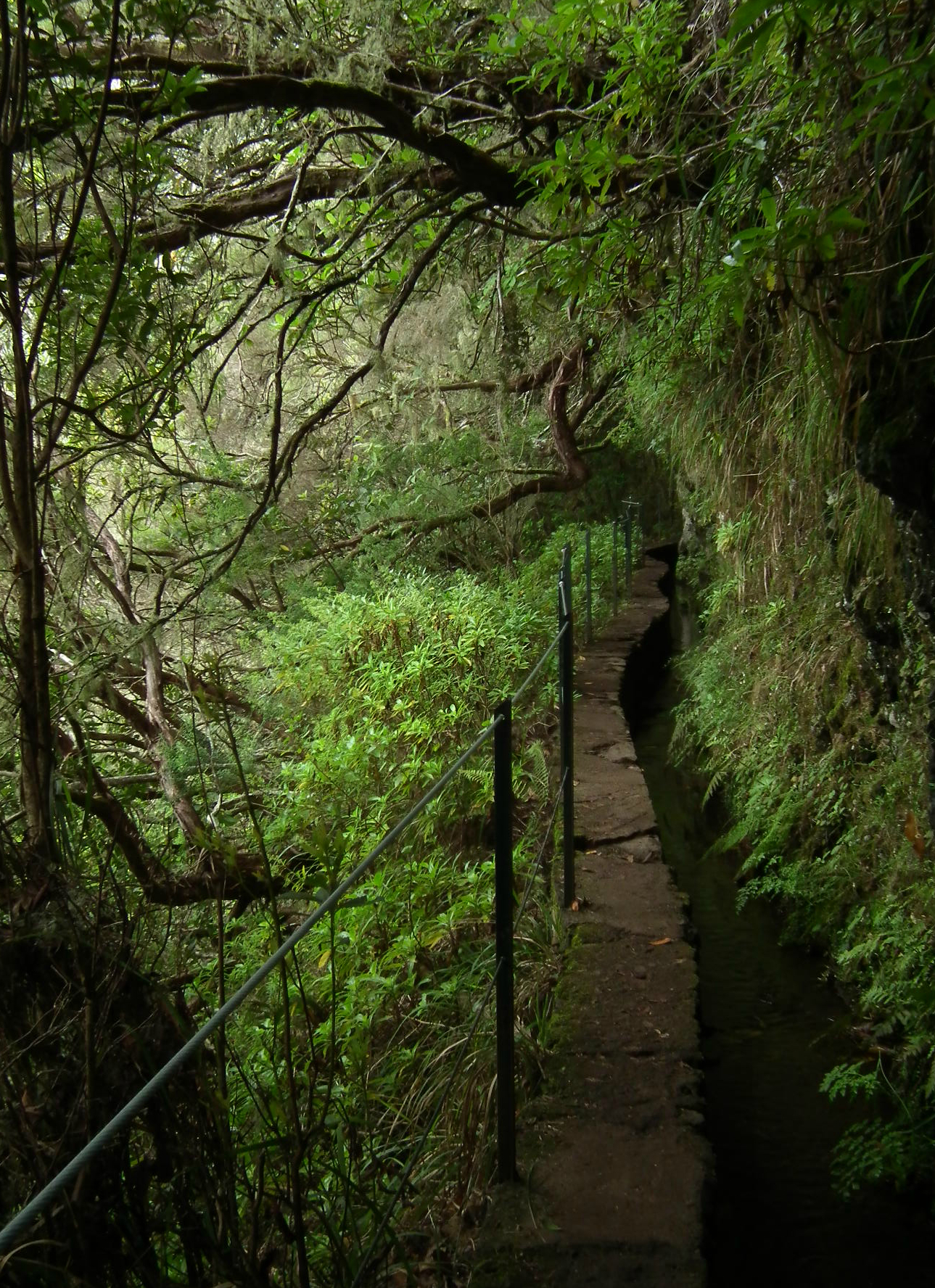
Levada,servant à l'irrigation et appréciées des randonneurs.

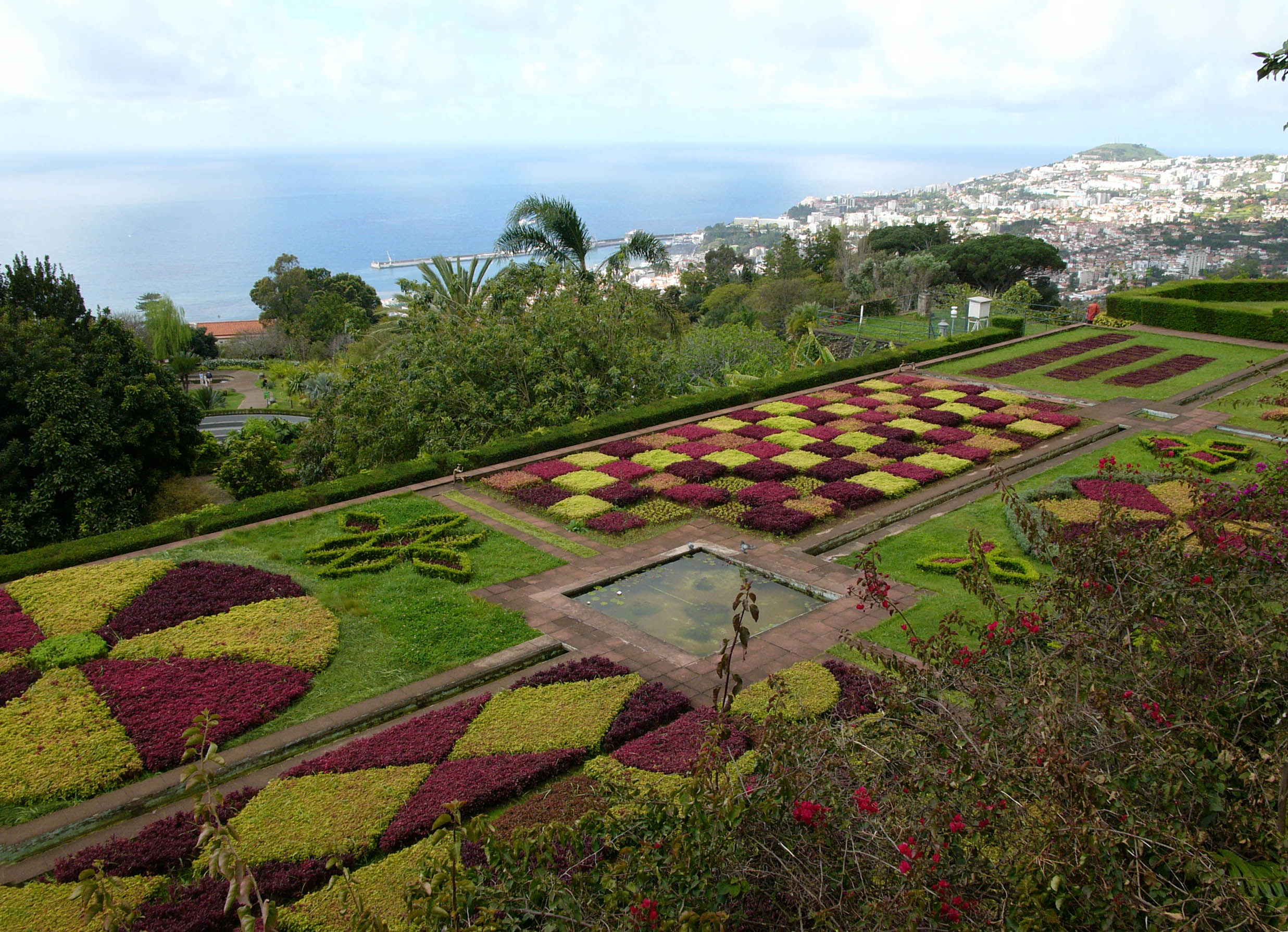
Le jardin botanique à Funchal.

L'économie de la région repose essentiellement sur l'agriculture et sur le tourisme, principale ressource.
L'agriculture produit des bananes destinées au marché local et métropolitain, des fleurs, et le vin de Madère qui jouit d'une grande réputation à l'exportation.
L'industrie est peu diversifiée, elle est surtout à caractère artisanal, avec la production de broderies, de tapisseries et d'articles de vannerie. La zone franche de Madère (CIAM) concentre des activités industrielles et commerciales assurées par des firmes étrangères et portugaises attirées par des incitations fiscales avantageuses. En 2018, le CIAM représentait 13,3 % des recettes fiscales totales de l'archipel et 42,8% des recettes fiscales totales des sociétés. Ce montant d'impôts généré équivalait à plus ou moins 33,3 % des dépenses totales engagées par le gouvernement régional pour le système de santé régional.
L'Union européenne a contribué de façon importante au développement des infrastructures par le moyen de subventions du FEDER. Il y a notamment des travaux très importants d'adaptation du réseau routier, rendus difficiles par la configuration très montagneuse de l'île.

### Tourisme

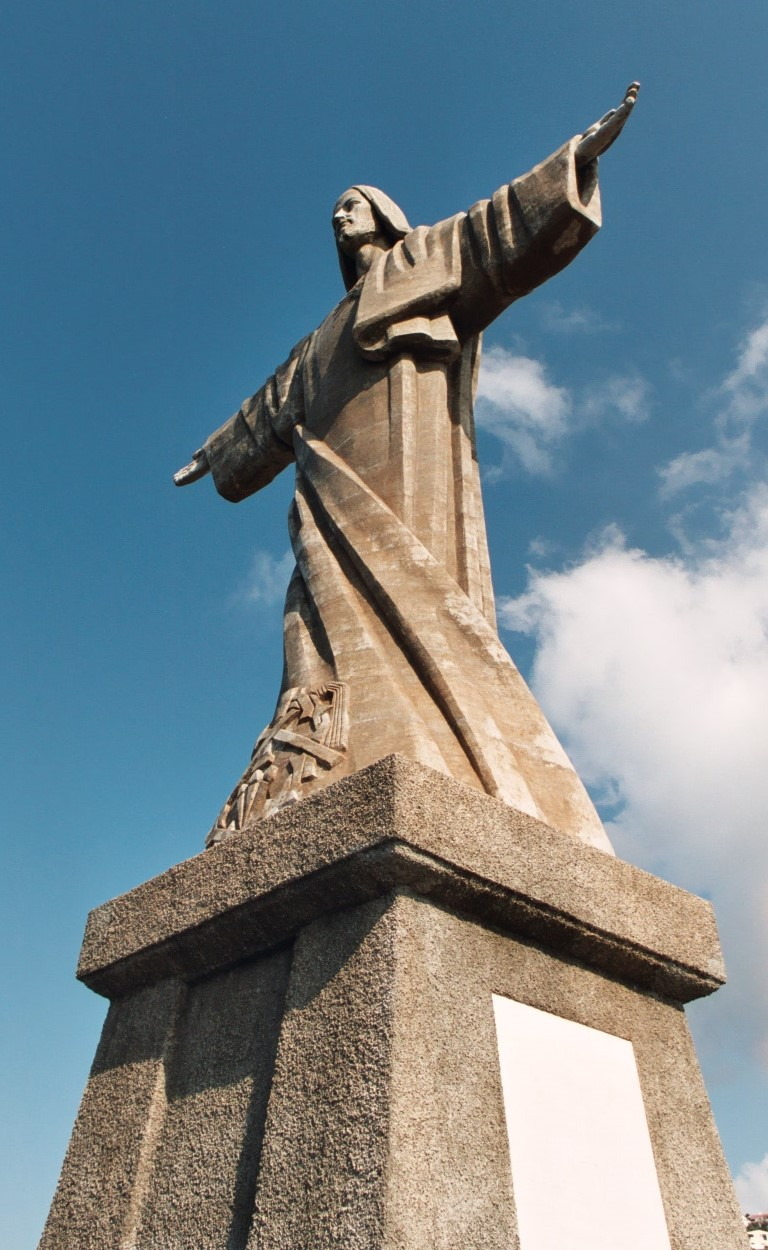
Statue du Christ-Roi de Garajau.

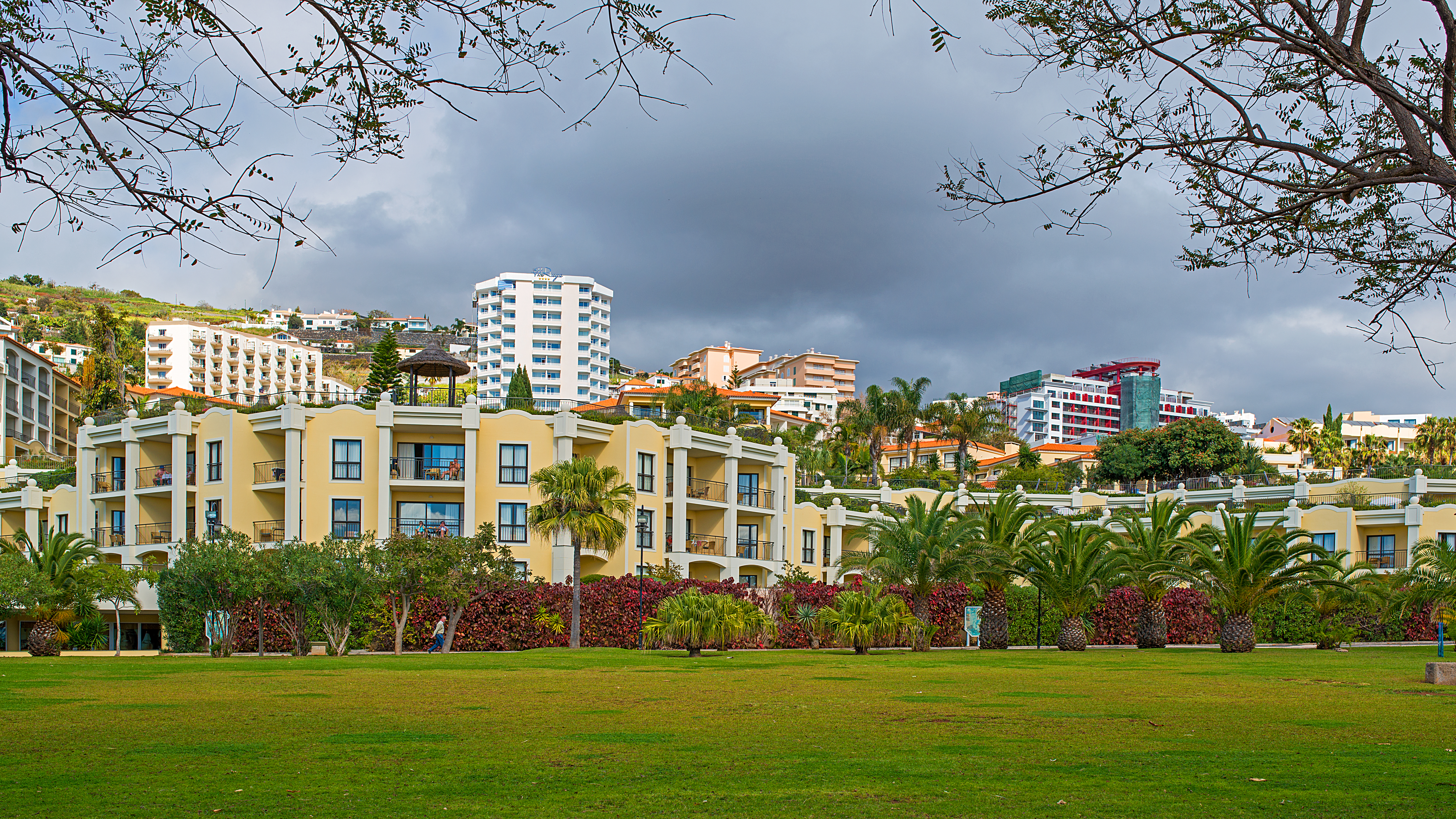
Lido, à Funchal.

Le tourisme est un secteur important de l'économie de la région puisqu'il contribue pour 20 % au PNB, soutenant toute l'année les activités liées au commerce et aux transports et fournissant un débouché aux productions locales. La part des hôtels et des restaurants dans le PNB (9 %) témoigne aussi de cette importance. L'île de Porto Santo, qui jouit d'un climat ensoleillé et dispose d'une plage de sable de neuf kilomètres de longueur, est entièrement consacrée au tourisme. Ces dix dernières années, elle a connu un fort accroissement de ses capacités hôtelières.
En 2005, Madère a reçu plus de 850 000 visiteurs. Les touristes viennent majoritairement de l'Union européenne, notamment du Royaume-Uni, d'Allemagne, du Portugal et de Scandinavie. La fréquentation est à son maximum en mars–avril et de juillet à octobre. Les perspectives de développement prévoient de porter la capacité hôtelière à 39 000 lits en 2012 contre environ 29 000 en 2005.
L'aéroport principal de Madère est situé à Santa Cruz. L'allongement de la piste à 2 781 mètres en 2000, qui permet de recevoir pratiquement tous les types d'avions, et l'ouverture d'un nouveau terminal en 2002 ont facilité le développement du tourisme. Madère est reliée à l'Europe (principalement Lisbonne et Porto) ainsi qu'à l'Amérique du Sud (Brésil et Venezuela), aux Açores et à l'Afrique du Sud.
Les atouts de Madère reposent principalement sur ses paysages (montagnes d'origine volcanique escarpées et souvent spectaculaires), sur son climat doux toute l'année et sur sa flore abondante et variée. L'une des principales activités touristiques sur l'île de Madère est la randonnée le long des levadas, canaux d'irrigation creusés depuis le XVIe siècle.

### Transport
L'île est desservie par l'aéroport de Madère. Il est considéré comme l'un des dix aéroports les plus dangereux du monde, notamment pour son virage très serré qui précède l'atterrissage et pour les vents violents qu'il connaît. L'île de Porto Santo possède elle aussi un aérodrome.

## Culture

### Gastronomie

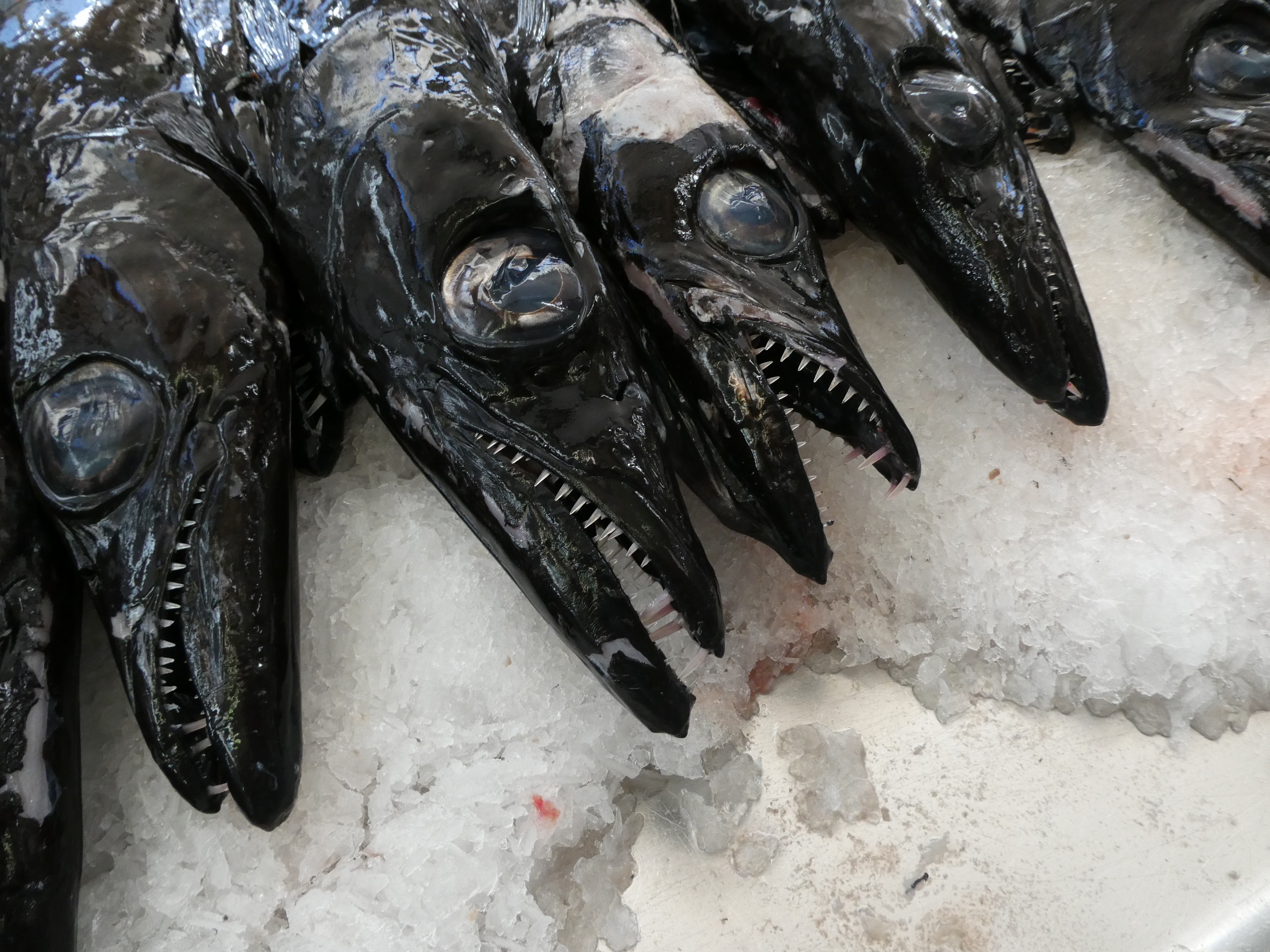
Sabre noir (Aphanopus carbo), espèce incontournable de madère

Madère étant une île, il est tout à fait naturel de trouver dans les spécialités locales de nombreux plats à base de poissons et fruits de mer. Le climat de Madère est propice à la culture de fruits exotiques, comme l'ananas, l'anone ou chérimole, la banane, la chayote, l'igname, la mangue, la papaye, la patate douce, le fruit de la passion (maracuja) entre autres. Les plats sont souvent accompagnés de produits de l'île, ce mélange est typique de la gastronomie madérienne.
Des profondeurs de l'océan Atlantique, les Madériens mangent des spécialités tel que le sabre noir (Filete de espada), le steak de thon, ou bien encore du poulpe (Polvo). Le calamar (Lula) grillé en brochette avec de l’oignon et du poivron. Des fruits de mer comme les patelles (Lapas), entre autres plats typiques de la région.
On y trouve beaucoup de préparations à base de maïs. À l'image du « milho », il est servi cuit (milho cozido) en une sorte de purée à base de farine de maïs, à laquelle est ajouté, selon les recettes, du thym, de l’ail, des haricots ou du chou. Il est également frit (milho frito) ; la purée de maïs est alors froide, recuite à la poêle dans l’huile d'olive et découpée en petits morceaux.
Un autre plat emblématique de l’archipel est l’espetada, une brochette traditionnelle de viande de bœuf grillée sur des braises parfumée au laurier. Cette grillade est souvent accompagnée de petits pains plats à base de patate douce (bolo do caco) traditionnellement cuits sur une pierre de basalte. Ils sont généralement dégustés tartinés de beurre d’ail.
Les « pastéis de nata », pâtisseries typiques du Portugal.
Les « queijadas » sont des desserts à base de fromage blanc, d’œufs, de beurre et de sucre. Le « pudim de maracuja » pudding de fruit de la passion, avec de l’écorce d’orange, du lait de « maracuja » et du caramel.
Ou encore les « panquecas de abobora » sont des sortes de pancakes de potiron. Enfin, le gâteux typique de Madère est le « bolo de Mel », gâteau de miel en français. Semblable au pain d'épices, il est fait à base de mélasse de canne à sucre, épices, vin de Madère, amandes et fruits secs.
L'archipel est mondialement connu pour son vin, notamment pour la madérisation. Mais on y trouve aussi des alcools comme la Poncha, un cocktail alcoolisé à base d'eau-de-vie de canne à sucre. La bière locale, la « Coral » est une bière blonde brassée sur l'île de Madère. De nombreuses eaux-de-vie (Aguardente), des alcools forts proche du rhum, essentiellement de la canne à sucre et des liqueurs à base de fruits.
Madère est réputée pour la qualité de ses fruits anona. La fête de l'Anona est traditionnelle et a lieu chaque année dans la paroisse de Faial. Cet événement encourage la consommation de ce fruit et de ses dérivés, tels que liqueurs, puddings, crèmes glacées et laits frappés.

### Littérature
- Gaspar Frutuoso (pt) (1522-1591), Saudades da Terra (1586-1590)
- Elucidário Madeirense (pt) (1921, coordonnée par Fernando Augusto da Silva (pt)
- José Pereira da Costa (historien) (pt) (1922-2010), directeur des Archives nationales et de la Bibliothèque publique de Madère (pt)
- Dictionnaire encyclopédique de Madère (pt) (2014-2017)
- Foire du livre de Funchal (depuis 1974)
- Bibliothèques à Madère (pt)

### Théâtre
- Théâtre à Madère (pt)

### Cinéma
- Commission du Cinéma de Madère (pt) (MFC)

### Musique
- Musique à Madère (pt)
- Musique de Madère (en)

### Enseignement
- Université de Madère (1988)

## Sport
L'archipel est représenté dans le sport de haut niveau. Ainsi il compte deux formations de football évoluant au plus haut niveau national : le Marítimo et le CD Nacional ont même représenté le Portugal à travers la coupe de l'UEFA.
Madère est aussi présent dans le handball, le basket-ball, le tennis de table au plus haut niveau national aussi bien dans les catégories masculines que féminines.
La ville de Funchal est l'un des passages obligés lors des courses de voiles notamment avec la Transat Jacques-Vabre.
Tous les ans est organisé le Rallye Vinho Madeira, épreuve comptant pour le championnat d'Europe.

## Personnalités de Madère ou ayant vécu dans l'archipel
- André-Antoine Bernard, révolutionnaire français
- Antonio de Abreu, militaire et navigateur
- Christophe Colomb, explorateur
- Élisabeth d'Autriche, reine de Hongrie, connue sous le surnom de Sissi
- Charles Ier d'Autriche, dernier souverain d'Autriche-Hongrie, mort et inhumé dans l'île
- Zita de Bourbon-Parme, dernière impératrice d'Autriche et reine de Hongrie
- Alice Heine, princesse de Monaco
- Cristiano Ronaldo, footballeur Ballon d'or 2008, 2013, 2014, 2016 et 2017 est né et a grandi à Funchal (freguesia de Santo Antonio).
- Danny, joueur de football
- Fátima Lopes, styliste
- Herberto Helder (1946-2015), poète
- Humbert II, dernier souverain d'Italie
- Moises Henriques, joueur de cricket
- Paul Langerhans, scientifique allemand
- Vânia Fernandes, chanteuse
- Leonardo Jardim, entraîneur portugais de football